# Nagykapos
Nagykapos (szlovákul: Veľké Kapušany) város Szlovákiában, a Kassai kerület Nagymihályi járásában.

## Fekvése
Kassától 72 km-re délkeletre, az Ung és Latorca folyók között fekszik. Az Ung-vidék központja. 

## Nevének eredete
Nagykapos valószínűleg a 11–12. század folyamán alakult ki, azon a helyen, ahol az Eperjes–Tokaj, illetve az Ungvár–Kassa irányú kereskedelmi útvonalak keresztezték egymást. Az egykori Kapos település fontos része lehetett annak a gyepűvonal mentén létrejött, határvédelmi feladatokat ellátó településsornak. A település neve feltehetően a régi magyar „kapu” szóból származik, utalva arra, hogy Kapos a gyepű egyik kapujaként szolgált.

## Története
Ősi település, egykor fontos forgalmi gócpont, már 1214-ben szerepel a leleszi alapítólevélben . Ekkor birtokosa a leleszi prépostság volt. Szent Miklósnak szentelt temploma az 1332 és 1337 között felvett pápai tizedjegyzékben már szerepel, János és Benedek papjait külön is megemlítik. 1417-ben már mezőváros vásártartási joggal. 1427-ben a település nagyobb része a homonnai Drugeth család tulajdona. Nagykapos sem menekült meg a mohácsi csatavesztést követő trónviszály következményeitől.
A szépen gyarapodó mezővárost 1530 táján a Drugethek egyik sarja és Losonczy Antal elfoglalta és kirabolta, majd Ferdinánd király vezére, Serédy Gáspár szerezte vissza a leleszi prépostnak. A 16. századtól a virágzás korszaka köszöntött a településre, területén élénk kereskedelem folyt és fejlődött az ipar is, melyet a megalakult céhek nagy száma is jelez. A megyeszékhely Ungvár mellett itt is folyt megyei törvénykezés és közelében néha megyei közgyűléseket is tartottak.
A kuruc harcok nagyon visszavetették Nagykapos fejlődését, lakossága megcsappant, céhei megszűntek. Teljesen azonban nem néptelenedett el. II. József uralkodása után a jászói prépostság birtoka lett. Plébániatemplomát a premontreiek alapították.
A 18. század végén, 1799-ben Vályi András így ír róla: „KAPOS. Kis, és Nagy Kapos. Két magyar faluk Ungvár Várm. földes Urak a’ K. Kamara, lakosai katolikusok, és reformátusok, fekszenek Csicserhez nem meszsze, mellynek filiáji, földgyeik jók, fájok, réttyek, legelőjök bőven, makkoltatások hasznos, a’ sertés hús itten igen oltsó.”
Fényes Elek 1851-ben kiadott geográfiai szótárában így ír a városról: „Kapos (Nagy), Ungh v. magyar m. v., Kis-Kapos szomszédságában: 231 római, 30 g. kath., 814 ref., 34 zsidó lak. Ref. anyaszentegyház, sok urasági épülettel, számos nemes lakossal. Határa róna, s igen termékeny, szénája bőséggel; körülötte több apró tavak találtatnak, mellyek közt legnagyobb az Ortói. Makkos erdeje derék. F. u. a jászói prépostság.”
A 20. század elején Nagykapos iparosodása is kezdetét vette. 1900-ban megnyílt a Spiegel Dávid által alapított hengermalom, majd 1905-ben Heiman Vilmos nyomdát létesített a városban. Jelentős fejlődést hozott az 1910. november 11-én meginduló vasúti közlekedés a Vaján–Nagykapos–Mátyóc vonalon, amelyet 1921. október 21-én egészen Ungvárig hosszabbítottak meg.
1914-ben Kiskapost, Ungcsepelyt és Veskócot csatolták hozzá . 1920-ig Ung vármegye Nagykaposi járásának székhelye volt, majd az újonnan létrehozott csehszlovák államhoz csatolták. 
Az első világháborút követően, a trianoni békeszerződés értelmében Nagykapos Csehszlovákiához került. 1920-tól Kapušany, majd 1927-től hivatalosan is Veľké Kapušany lett a neve, magyarul továbbra is Nagykapos.
1925-ben a malom mellett felépült áramfejlesztő állomás megkezdte működését, amellyel biztosították a városi közvilágítást. 1936-ban egy nagyméretű terményraktár épült, amellyel sikerült megoldani a gabona tárolásával kapcsolatos gondokat.
1938-1945 között ismét Magyarország része.
A második világháború Nagykapost sem kerülte el. A front átvonulásakor 13 civil vesztette életét, a harcokban további húsz helyi lakos esett el. 1944 tavaszán mintegy háromszáz zsidó származású lakost deportáltak koncentrációs táborba, ahonnan csak kevesen tértek vissza. Ugyanebben az évben ősszel 96 civil lakost hurcoltak el a Szovjetunióba, közülük 64-en élték túl a fogságot. A Kassai Kormányprogram keretében közel 92 magyar nemzetiségű embert telepítettek át Magyarországra.
1945 után békésebb időszak következett, és megindult az újjáépítés. 1949-ben megalakult az EFSz (Egyesült Földműves Szövetkezett), majd 1961 és 1966 között felépült a vajáni hőerőmű. A gazdasági fejlődés folytatódott: 1973-ban kompresszorállomás, 1978-ban pedig a Slovnaft olajfinomító kezdte meg működését. Ezek az üzemek jelentős mértékben hozzájárultak a lakosság munkalehetőségeinek bővítéséhez.
Napjainkban a városban két általános iskola, egy művészeti alapiskola, egy speciális iskola, gyermekotthon, gimnázium, szakközépiskola működik, biztosítva a fiatalok oktatását és nevelését.

## Népessége
| Év:            | 1994. | 2004.   | 2014.   | 2024.   |
| -------------- | ----- | ------- | ------- | ------- |
| Emberek száma: | 9786  | 9536    | 9235    | 8347    |
| Eltérés:       |       | -2,55 % | -3,15 % | -9,61 % |

| Év:            | 2023. | 2024.   |
| -------------- | ----- | ------- |
| Emberek száma: | 8479  | 8347    |
| Eltérés:       |       | -1,55 % |

1910-ben 1222-en lakták: 1207 magyar (99%), 9 német (1%), 4 szlovák, 1 cigány és 1 fő ruszin anyanyelvű. Kiskaposon 479 magyar és 12 szlovák anyanyelvű élt. Ungcsepelyen 447 magyar és 6 szlovák anyanyelvű élt.
1930-ban 2555 lakosából 1665 magyar (65%), 399 csehszlovák (16%), 378 zsidó (15%), 19 ruszin (1%), 4 német és 90 fő egyéb volt (az 1930-as népszámlálás vitatott hitelességű.)
1941-ben 2668-an lakták, ebből 2518 magyar és 50 fő szlovák. Veskócon 373 magyar élt.
1991-ben 9421 lakosából 6007 magyar (64%), 3251 szlovák (35%), 79 cseh (1%), 36 roma, 22 ukrán, 3 ruszin, 2 morva és 21 fő egyéb nemzetiségű volt.
2001-ben 9760 lakosából 5561 magyar (57%), 3506 szlovák (36%), 422 roma (4%), 90 ukrán (1%), 48 cseh, 122 nem kiderített és 11 fő egyéb nemzetiségű volt.
2011-ben 9406 lakosából 5604 magyar (59,58%), 2844 szlovák (30,24%), 116 roma (1,23%), 72 ukrán (1,28%), 35 cseh (0,37%), 5 lengyel, 1–1 orosz illetve morva, 6 egyéb és 716 ismeretlen nemzetiségű volt.
2021-ben 8799 lakosából 4662 (+570) magyar, 2895 (+249) szlovák, 386 (+423) cigány, 3 (+12) ruszin, 106 (+6) egyéb és 747 ismeretlen nemzetiségű volt.

## Magyar óvoda
2005-ben Nagykaposon magyar óvodát nyitottak – az ilyen intézménynyitás rendkívül ritka a szlovákiai magyar kisebbség legújabb történetében. Az oktatás ezen szintje a városban azonban továbbra is messze nem tükrözi az etnikai viszonyokat. A legutolsó népszámlálás szerint a város lakóinak 57%-a volt magyar. A magyar óvodába 2005/2006-ban 86 gyerek járt, a tőle 200 méterre lévő szlovák óvodába azonban 168-an.

## Nevezetességei
- Nagykapos temploma a 14. században már állt. A 16. századtól a reformátusoké, de a 18. század elején elpusztult. 1784 és 1787 között újjáépítették, de 1794-ben leégett. 1839-ben újabb tűzvész pusztította, ezután teljesen felújították. Mai formáját 1889-ben nyerte el. A templom falán található az Erdélyi János emléktábla.

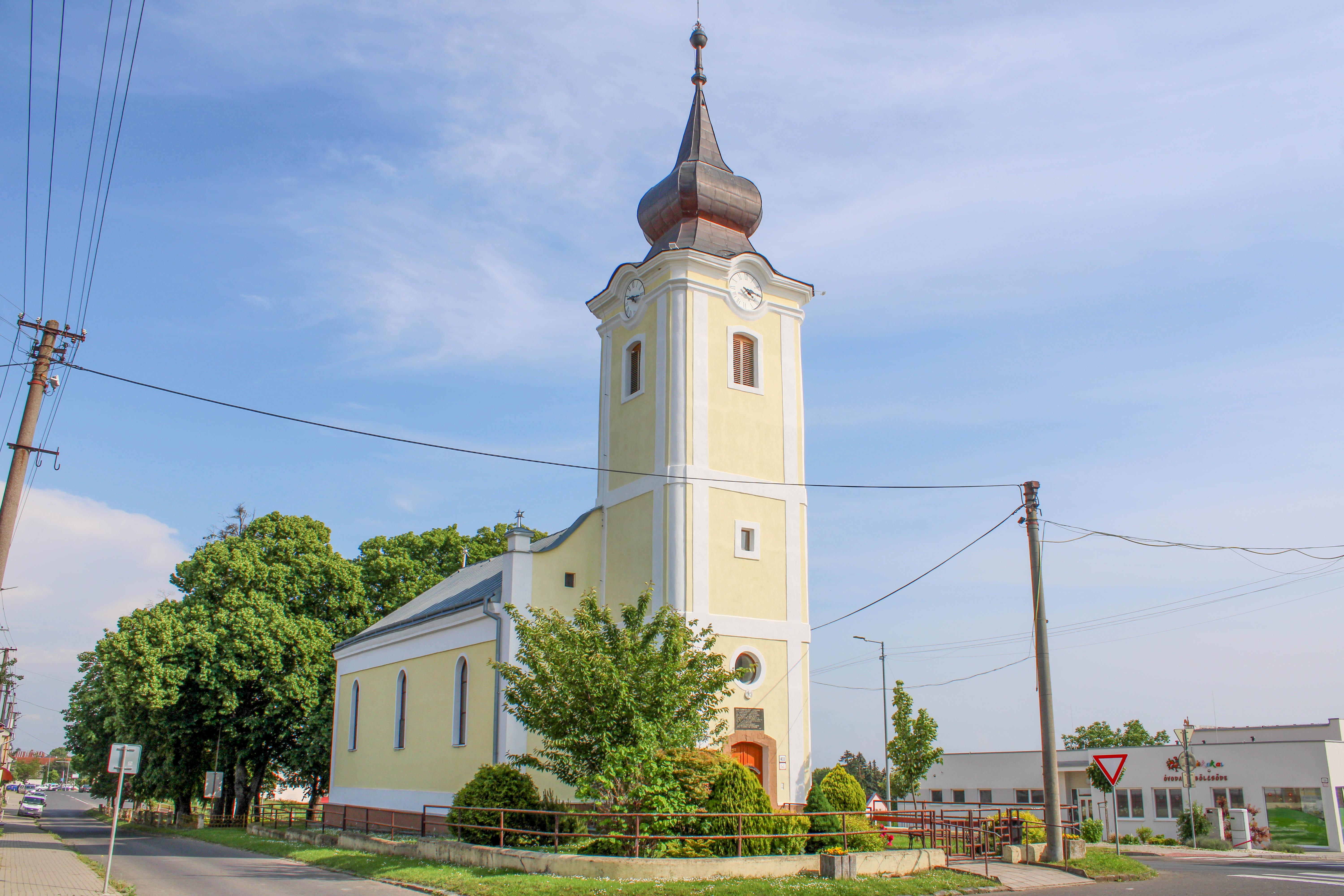
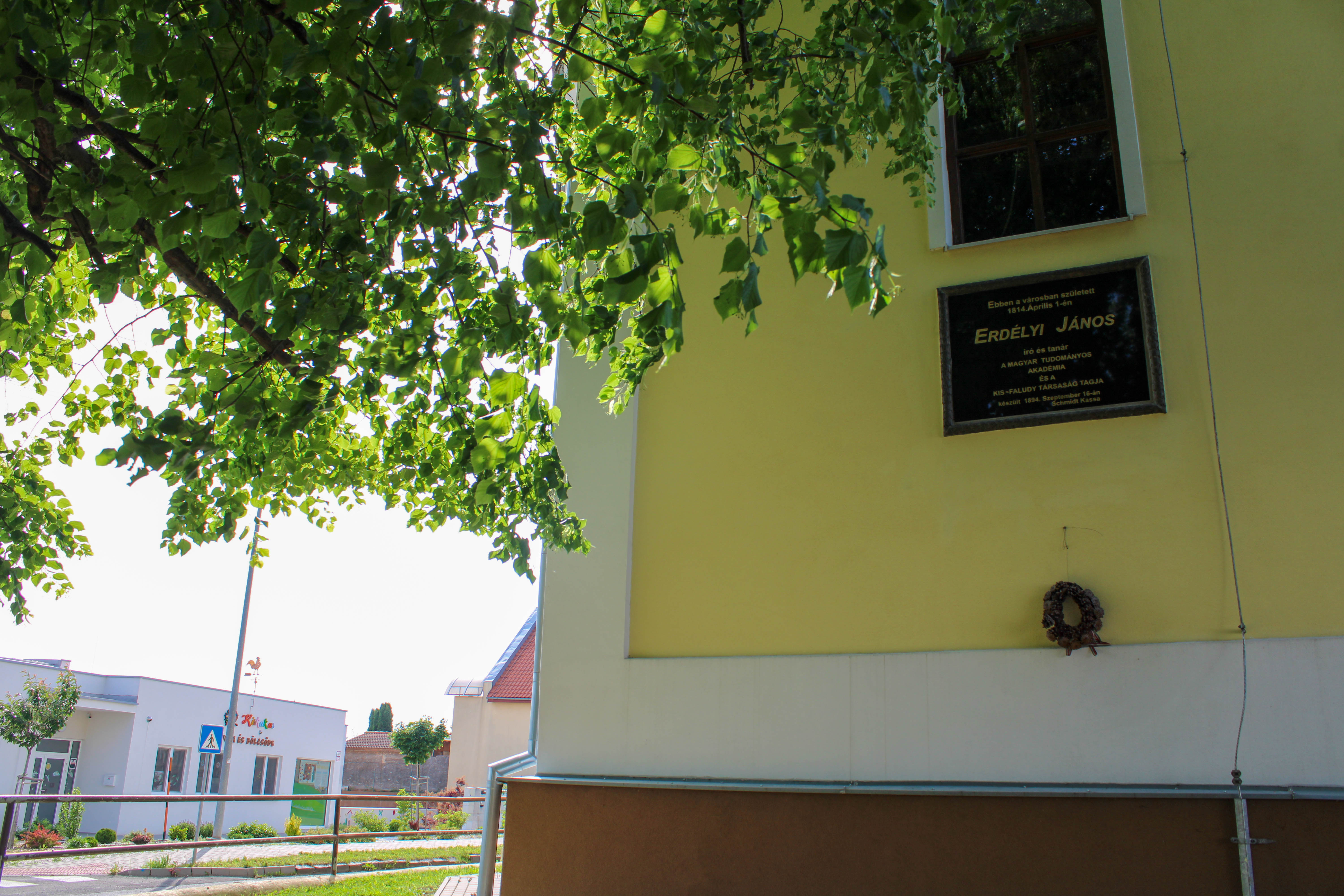
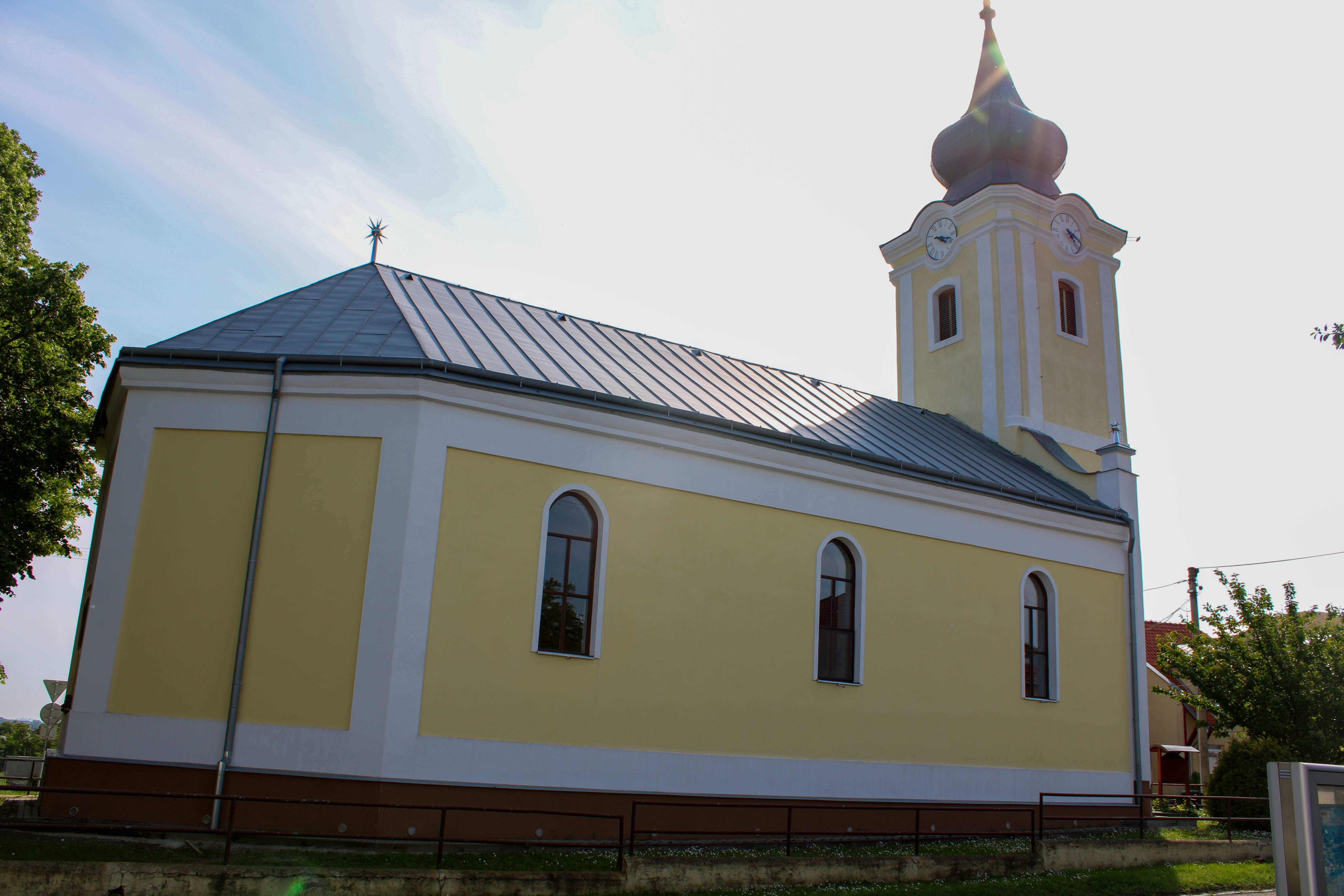

- A református templom előtti kis parkban található az Elhurcoltak emlékére emelt emlékmű, amelyet Ferencz György, helyi szobrász készített. A kompozíció felső részén szenvedést tükröző emberi arcok tekintenek vágyakozva a messzeségbe, míg az alsó részén egy réztáblán a második világháború áldozatainak nevei olvashatók

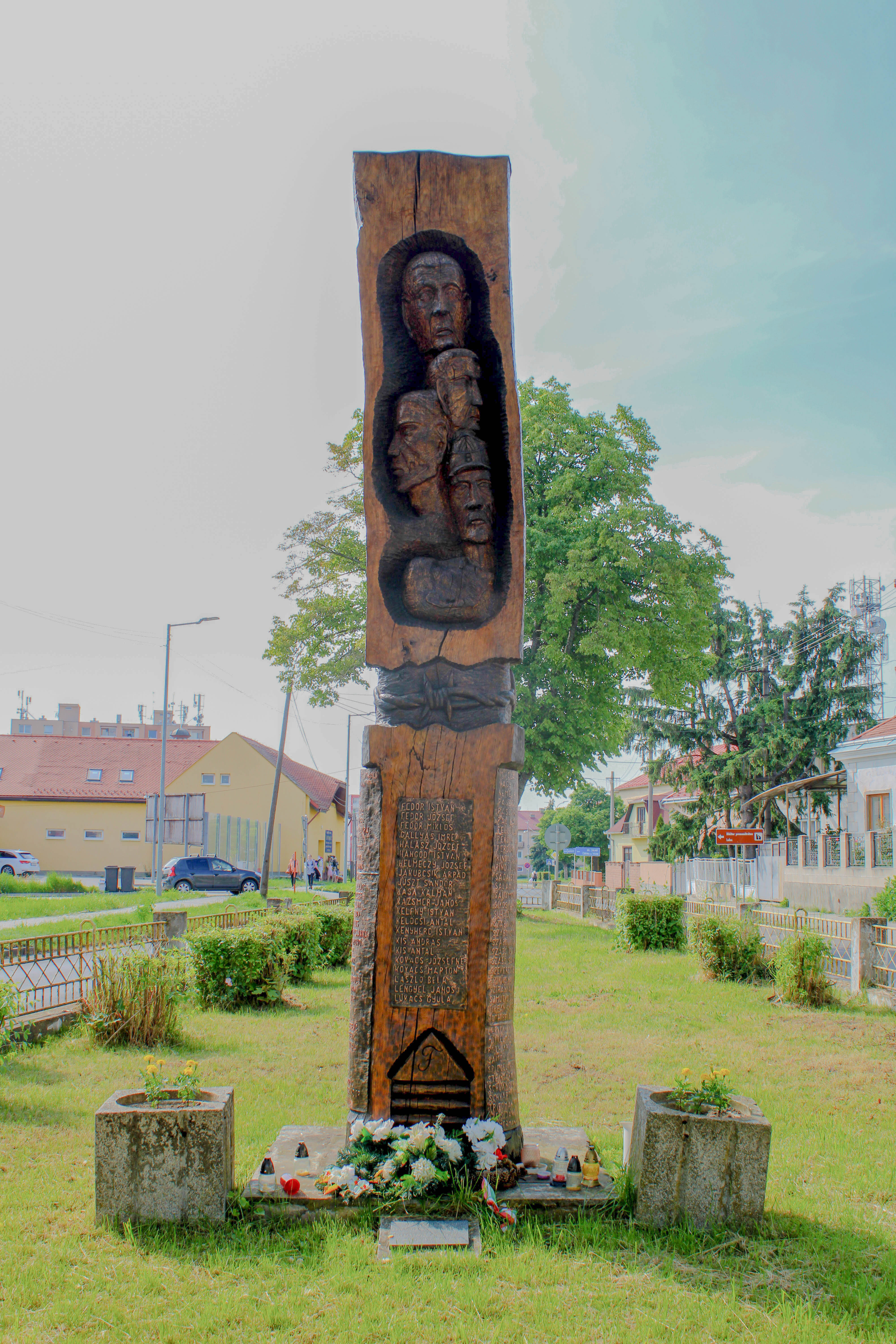

- Az Erdélyi János Magyar Tannyelvű Alapiskola épülete előtt áll Erdélyi János fehér márványból készült szobra, amelyet 1968-ban állítottak fel. Az alkotás Nagy János akadémiai szobrászművész munkája.[8]

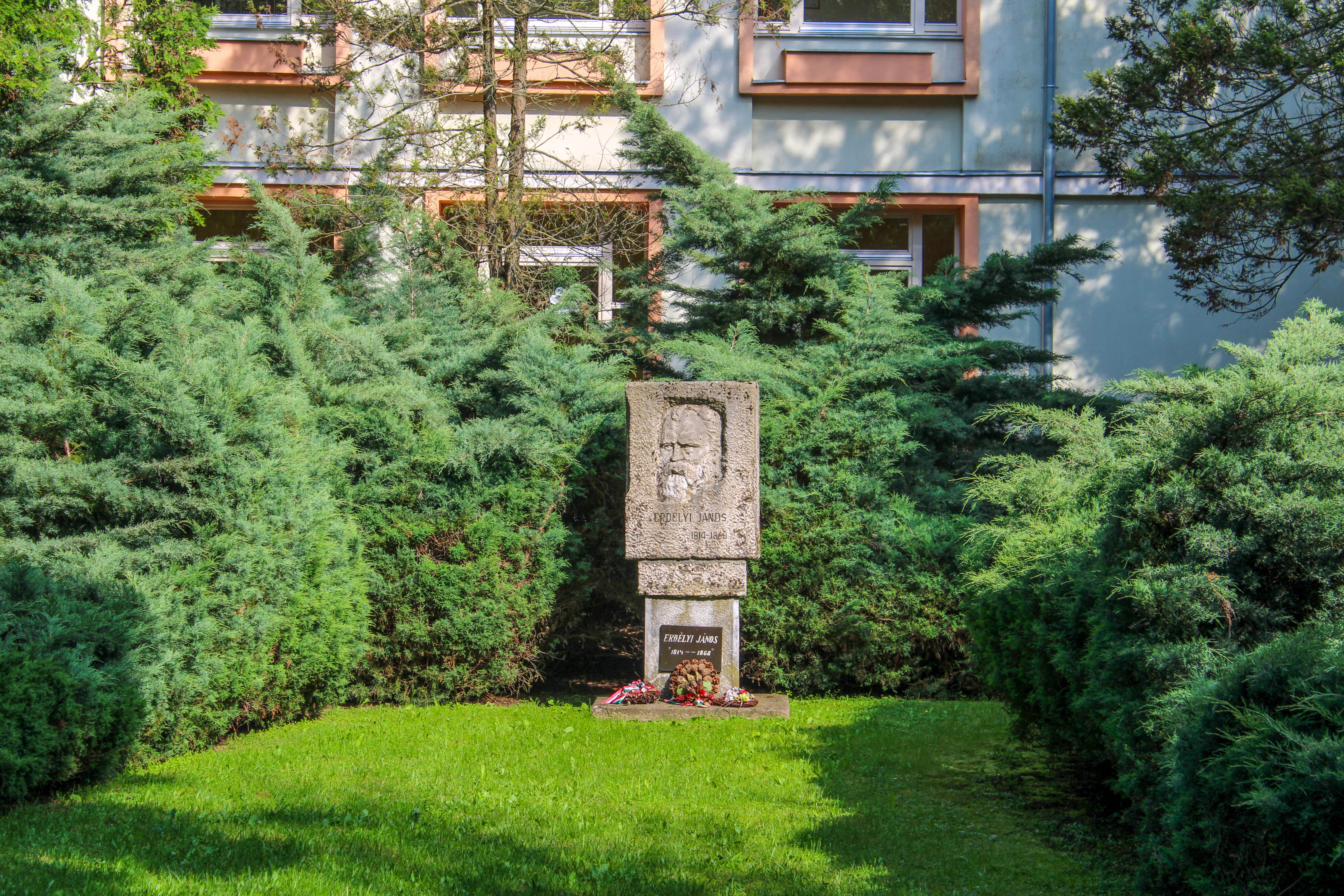

- Római katolikus plébániatemploma Szent Simon és Júdás Tádé apostolok tiszteletére 1815 és 1816 között épült Kiskaposon. A premontrei rend építtette klasszicista stílusban. Jelenlegi formáját többszöri felújítás után nyerte el. A bejárat előtti téren található Mécs László bronzból készült mellszobra, amelyet 1995-ben állítottak fel. Az alkotás Borsi Antal, sárospataki szobrászművész munkája.

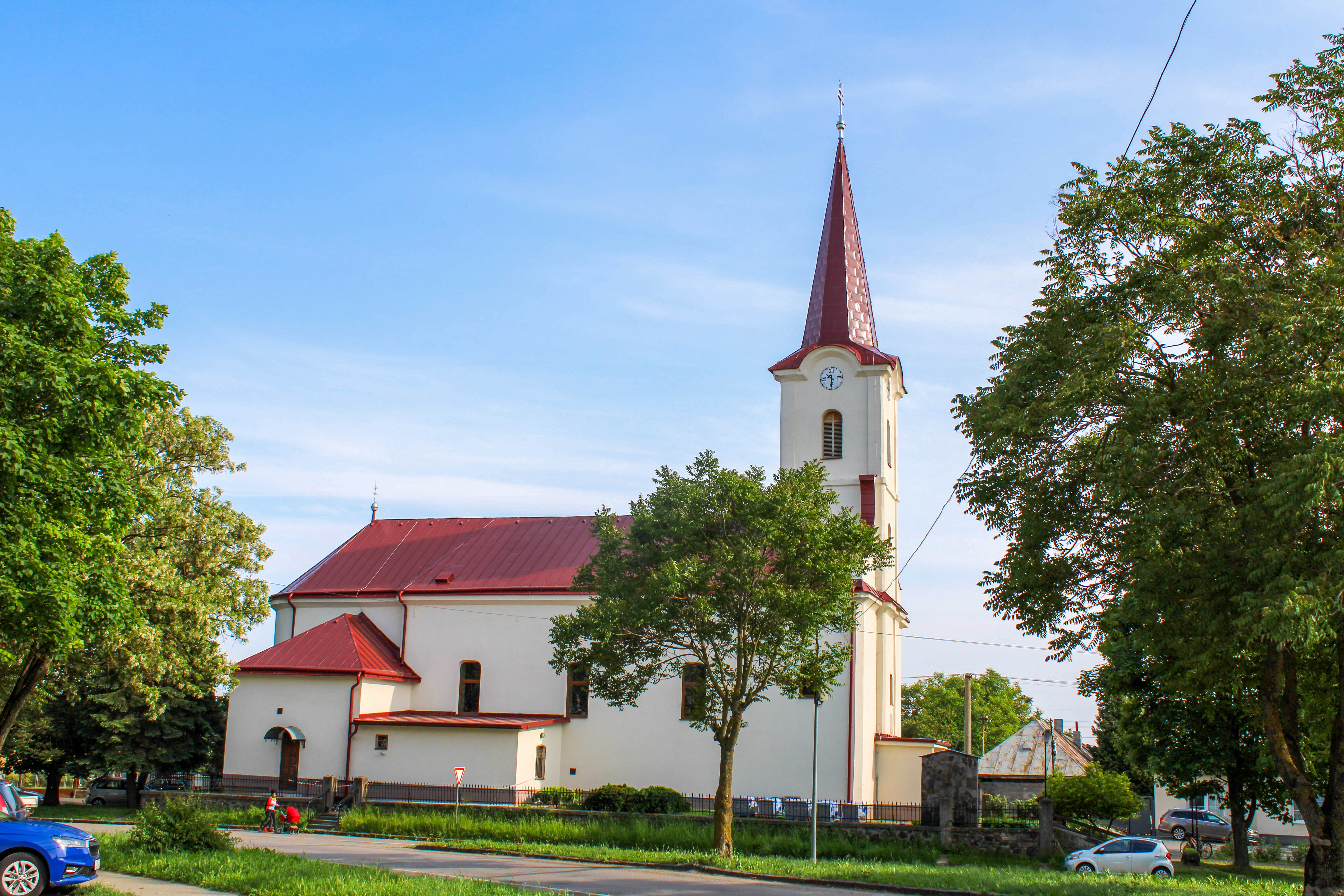
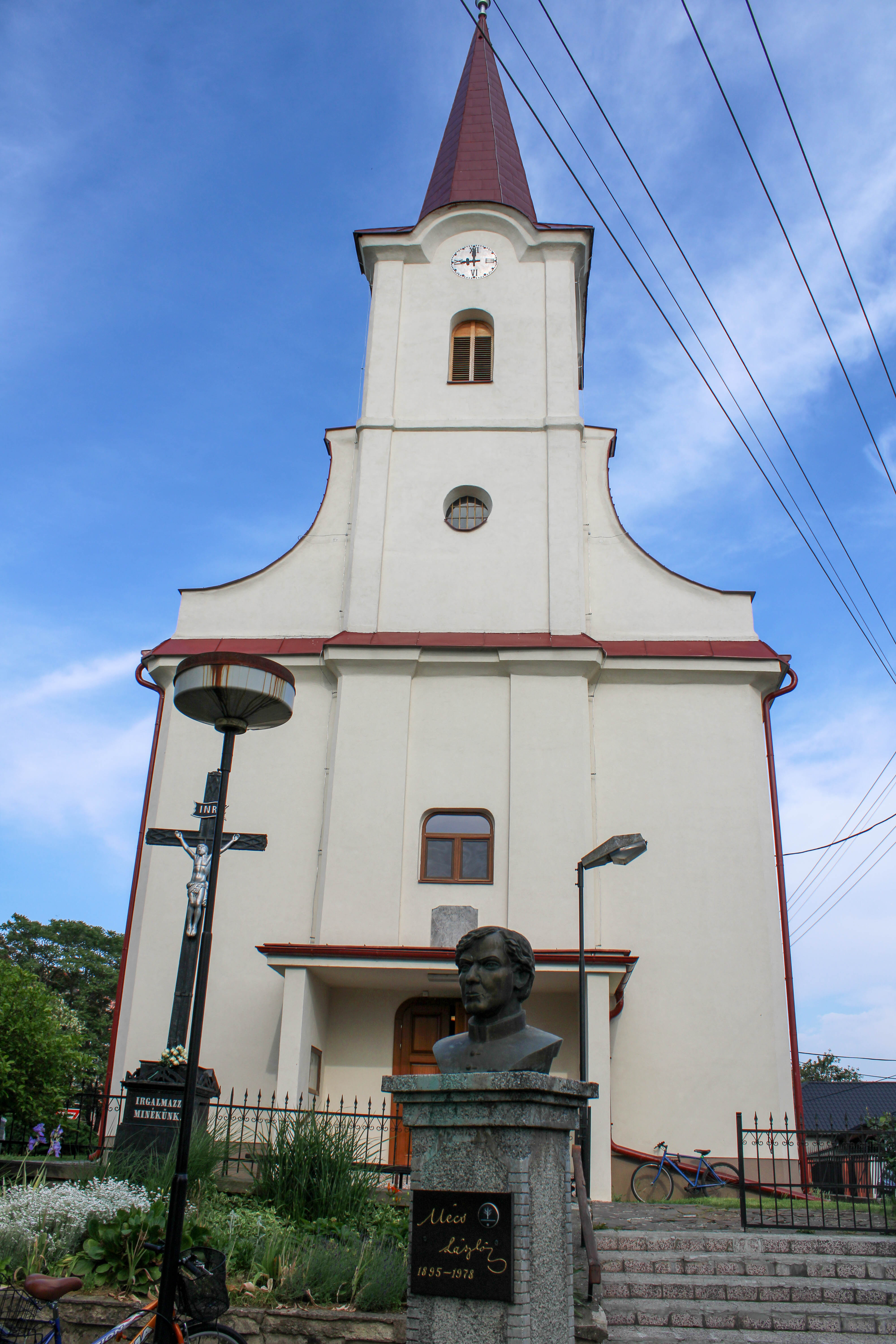
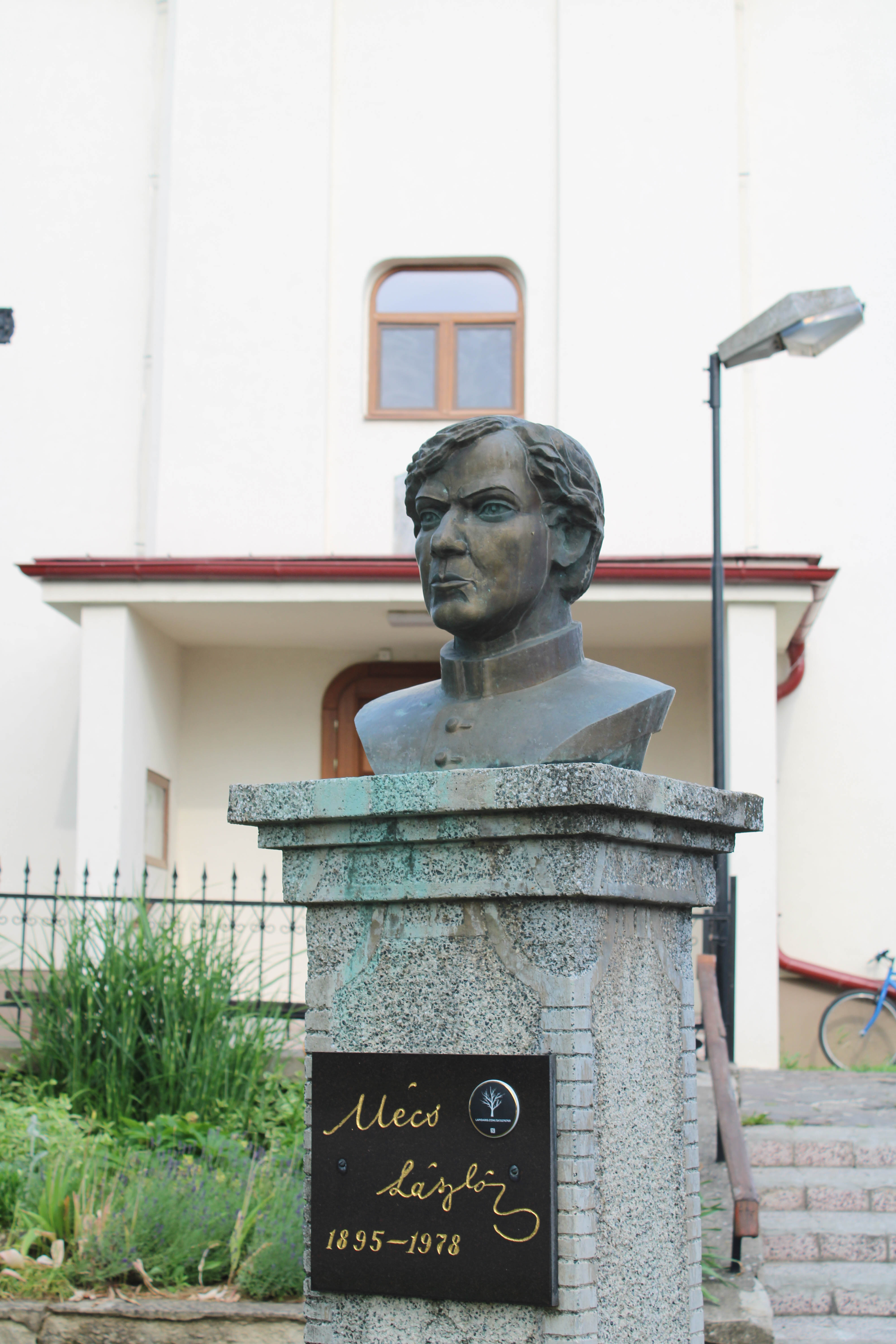

- Szent István szobor. Bukóczy Imre tokaji szobrászművész alkotását 2001-ben avatták fel. Az avatóünnepség keretében Elek város által adományozott zászlót a református templomban helyezték el.[9]

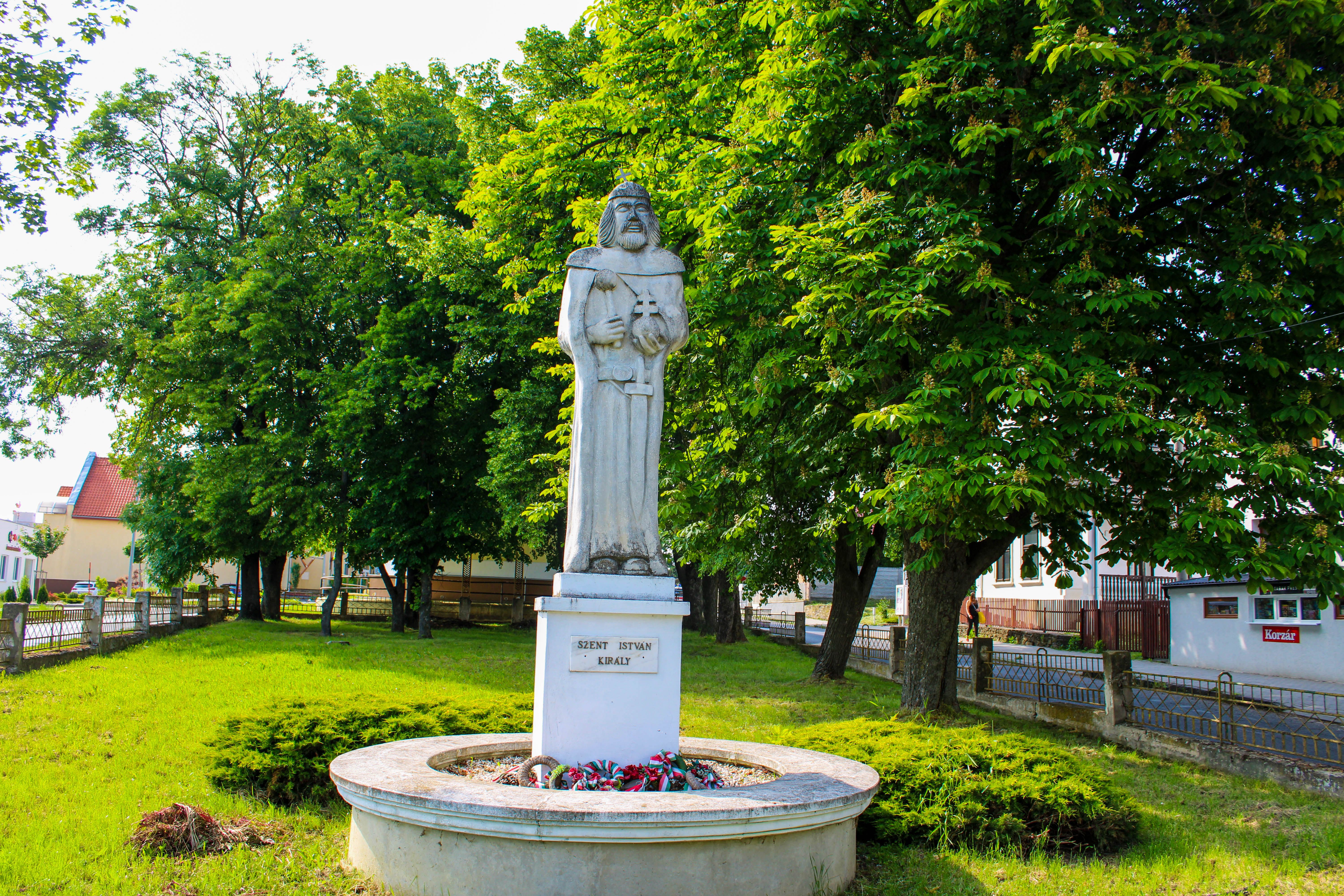

- Millecentenáriumi emlékmű, Turul szobor[10]. Borsi Antal sárospataki szobrászművész alkotását 1996. augusztus 25-én avatták fel a városháza előtt. Az emlékművet huszonegy ung-vidéki község és a nagykaposi polgárok adományaiból emelték.[11]

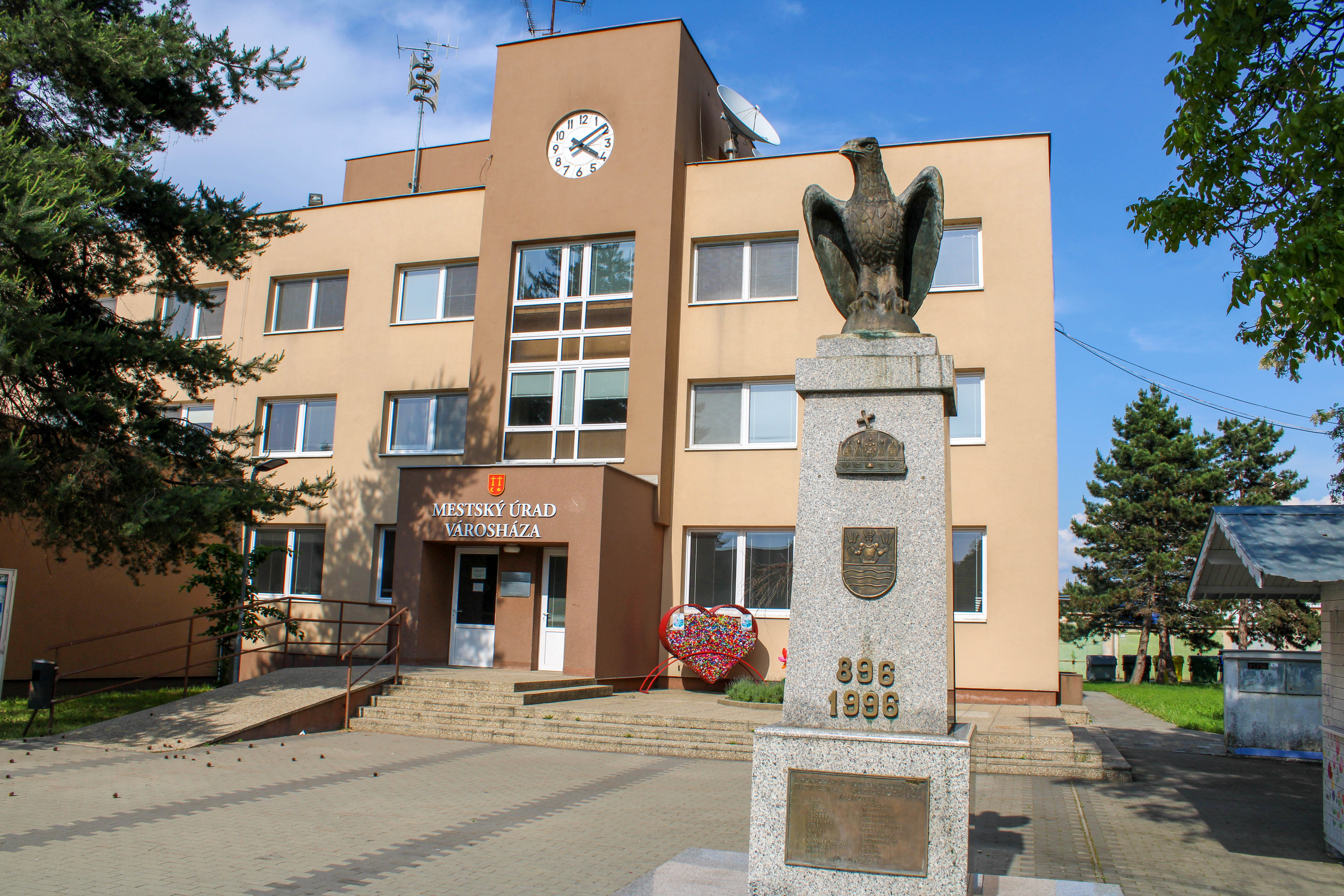

- II. András kőből készült szobrát annak alkalmából állították fel, hogy a város 2014-ben ünnepelte első írásos említésének 800 éves jubileumát. A mellszobrot Ferencz György, a nagykaposi szobrász készítette imregi andezitből, részben lakossági adományok segítségével. Az alkotás az uralkodót életnagyságánál valamivel nagyobb, 1,25-szörös méretben ábrázolja.

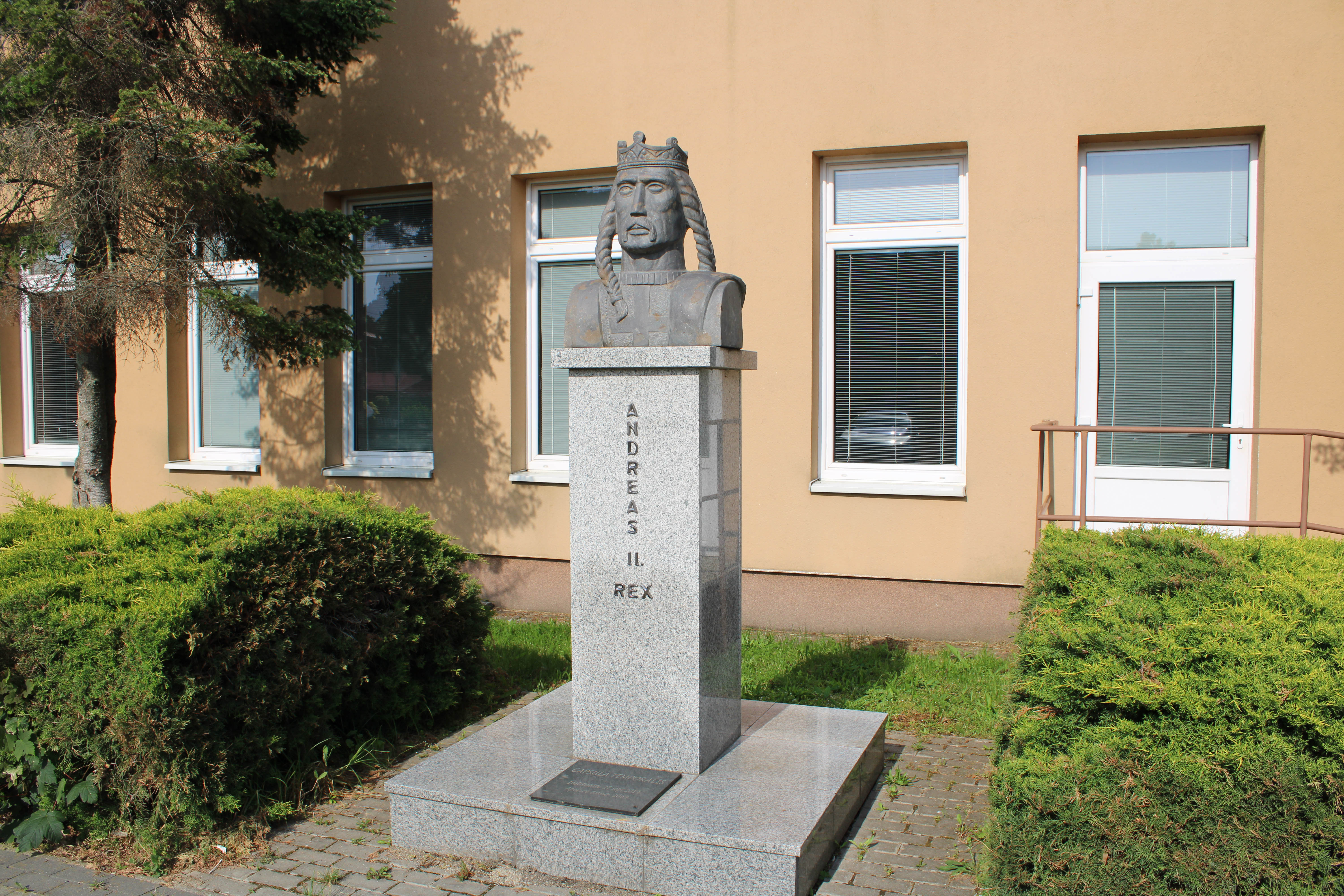

- Ferencz György szobrászművész Tisztelet az öregkornak című alkotását 2005 novemberében avatták fel az idősek otthona előtt. A ladmóci mészkőből készült szobor egy virágban elhelyezett idős női arcot ábrázol.
- 2018-ban szobrot avattak Herczegh Géza jogtudós emlékére.[12]

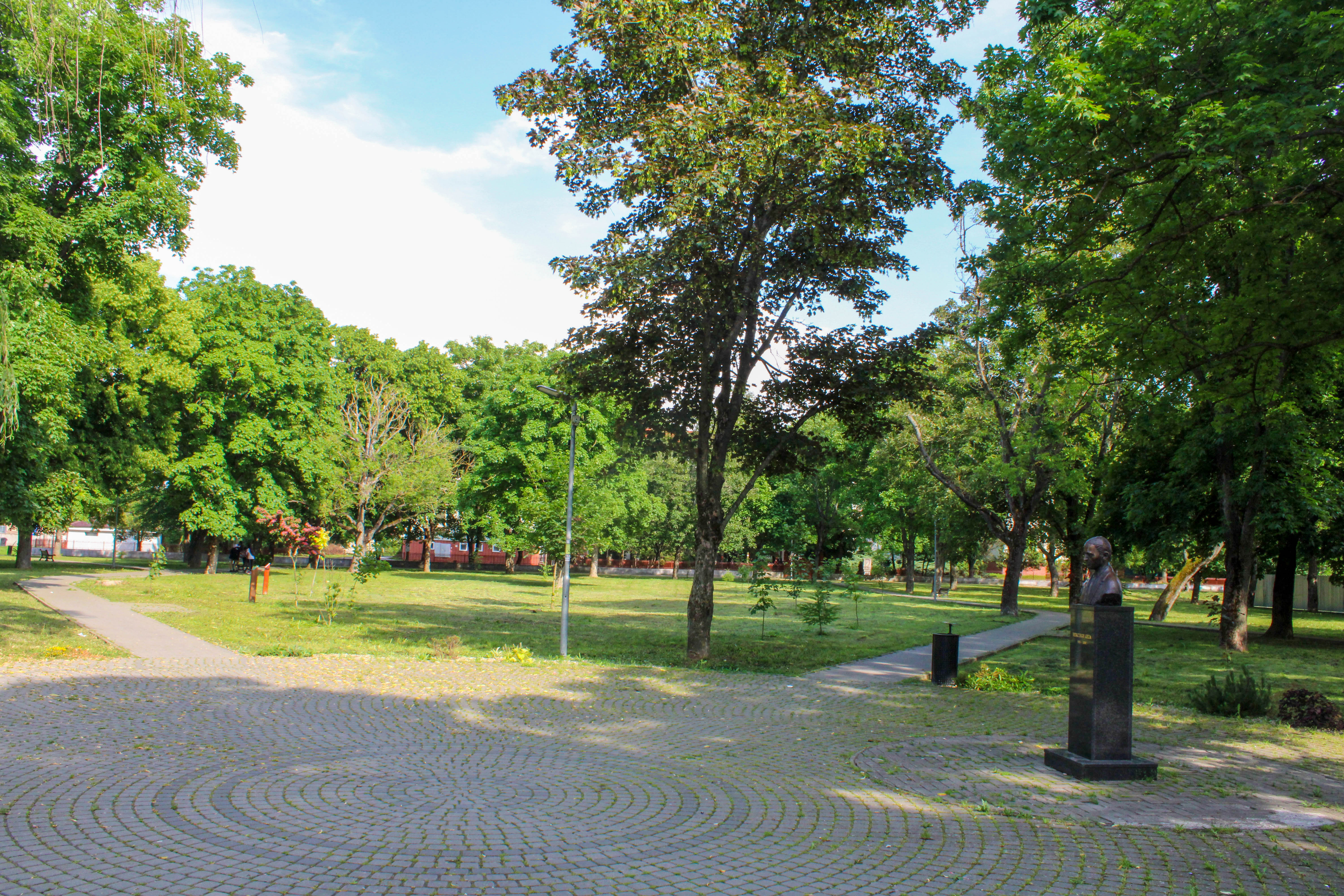
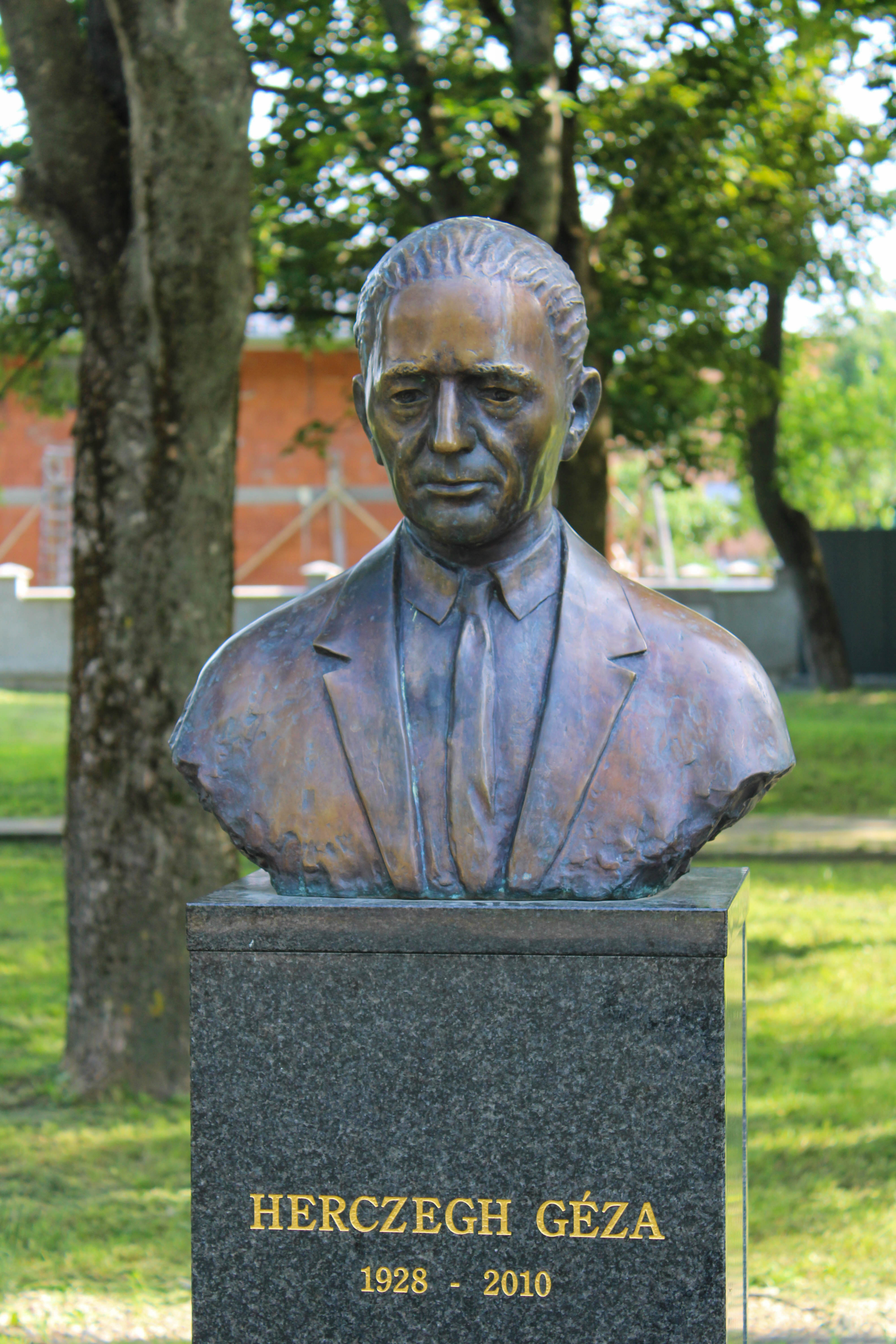

- Petőfi Sándor mellszobrát a Dobó István téren állították fel, Türi Török Tibor szobrászművész alkotása.

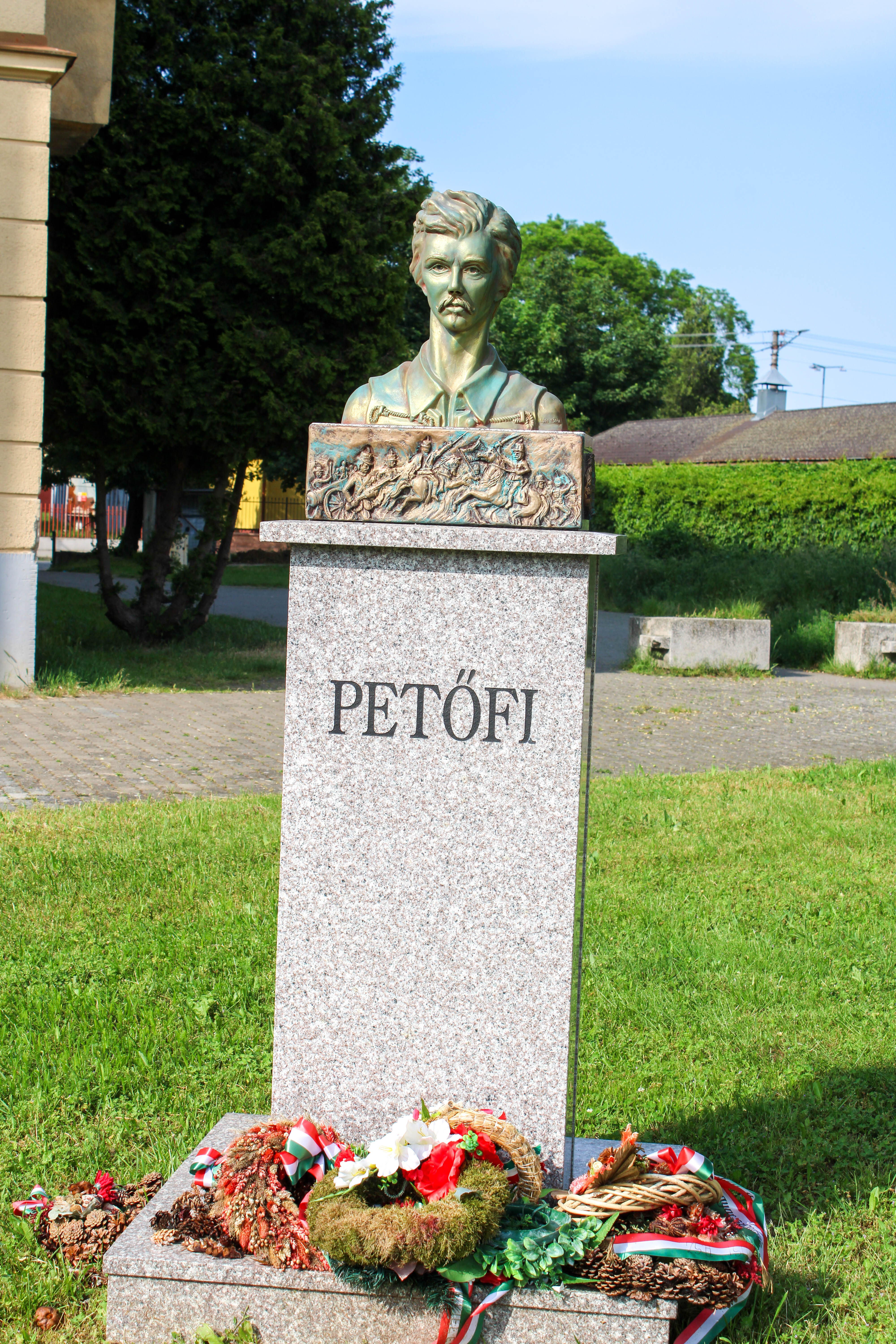

- A Dobó István tér ékessége a törökverő hőst ábrázoló Dobó István bronz mellszobra, amelyet 2000-ben állítottak fel. Az alkotás Ferenc György helyi szobrászművész munkája.

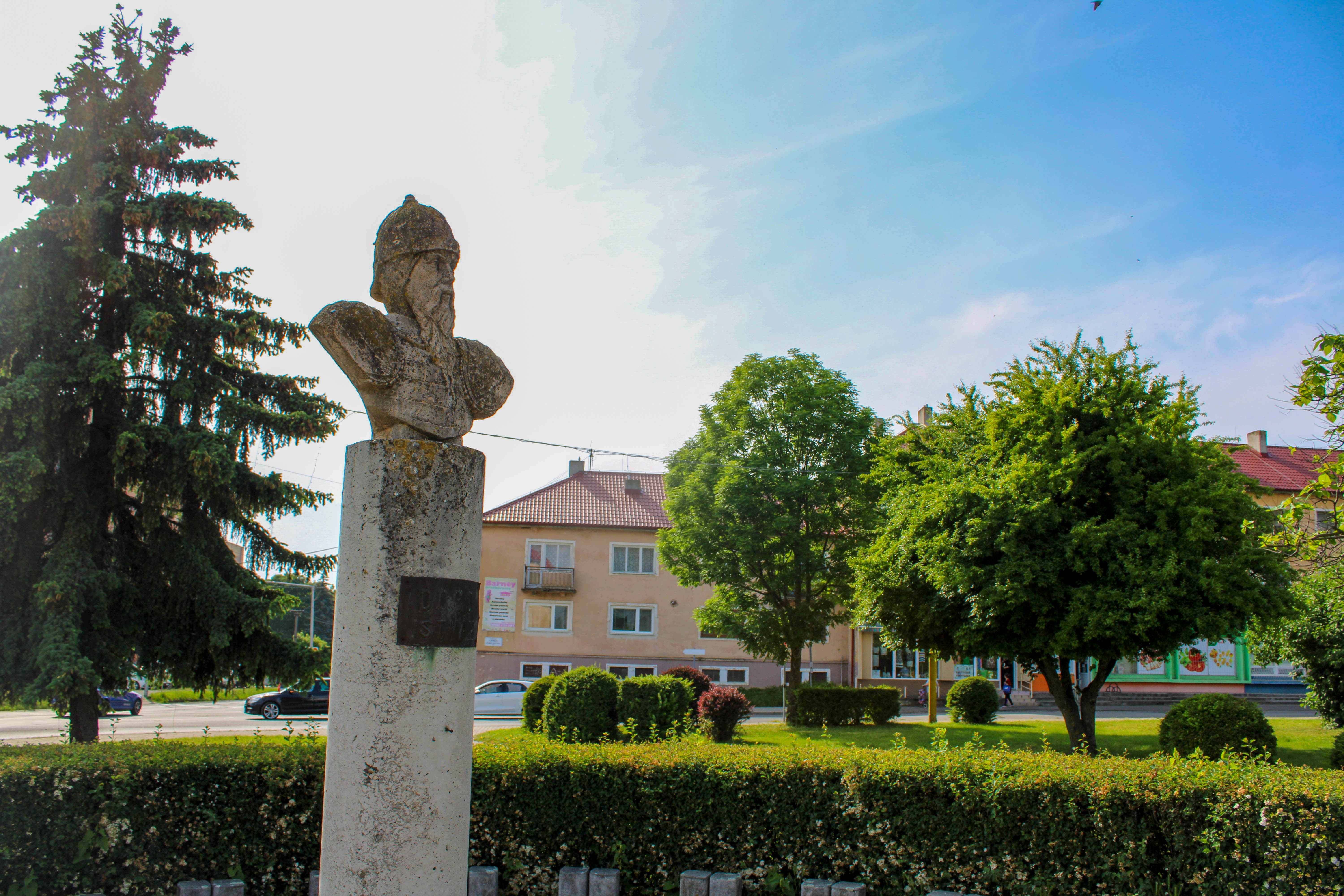

- A Zöldág utcában áll Ľudovít Štúr szobra, amelyet 1997-ben avattak fel. Az alkotás Ladislav Berák akadémiai szobrászművész munkája

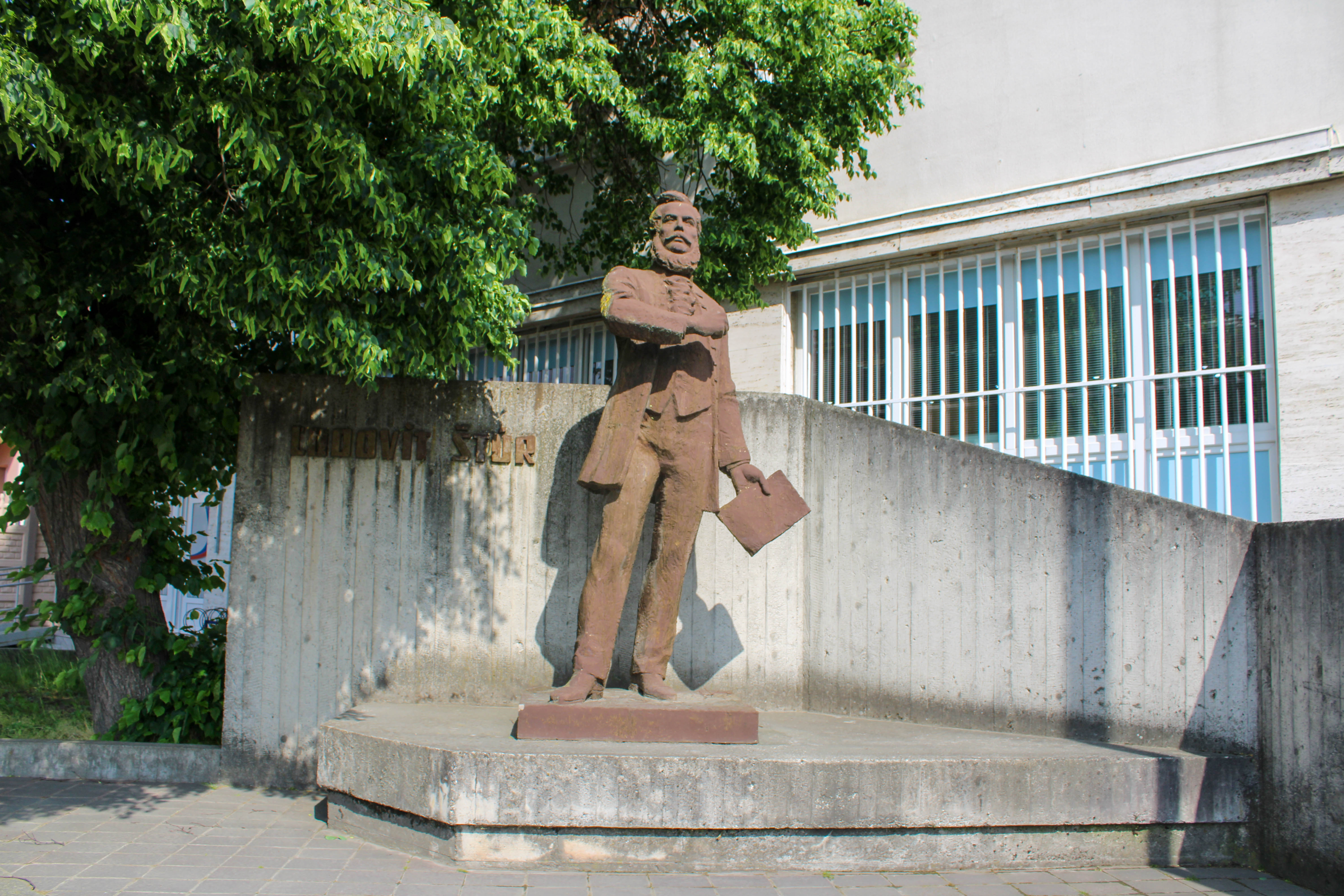

- Magyar Közösségi Ház. A benne létesített könyvtárban kaptak helyet a Nagykaposról és vidékéről összegyűjtött dokumentumok. A könyvtárhoz tartozik az egyedülálló Mécs László-gyűjtemény is.

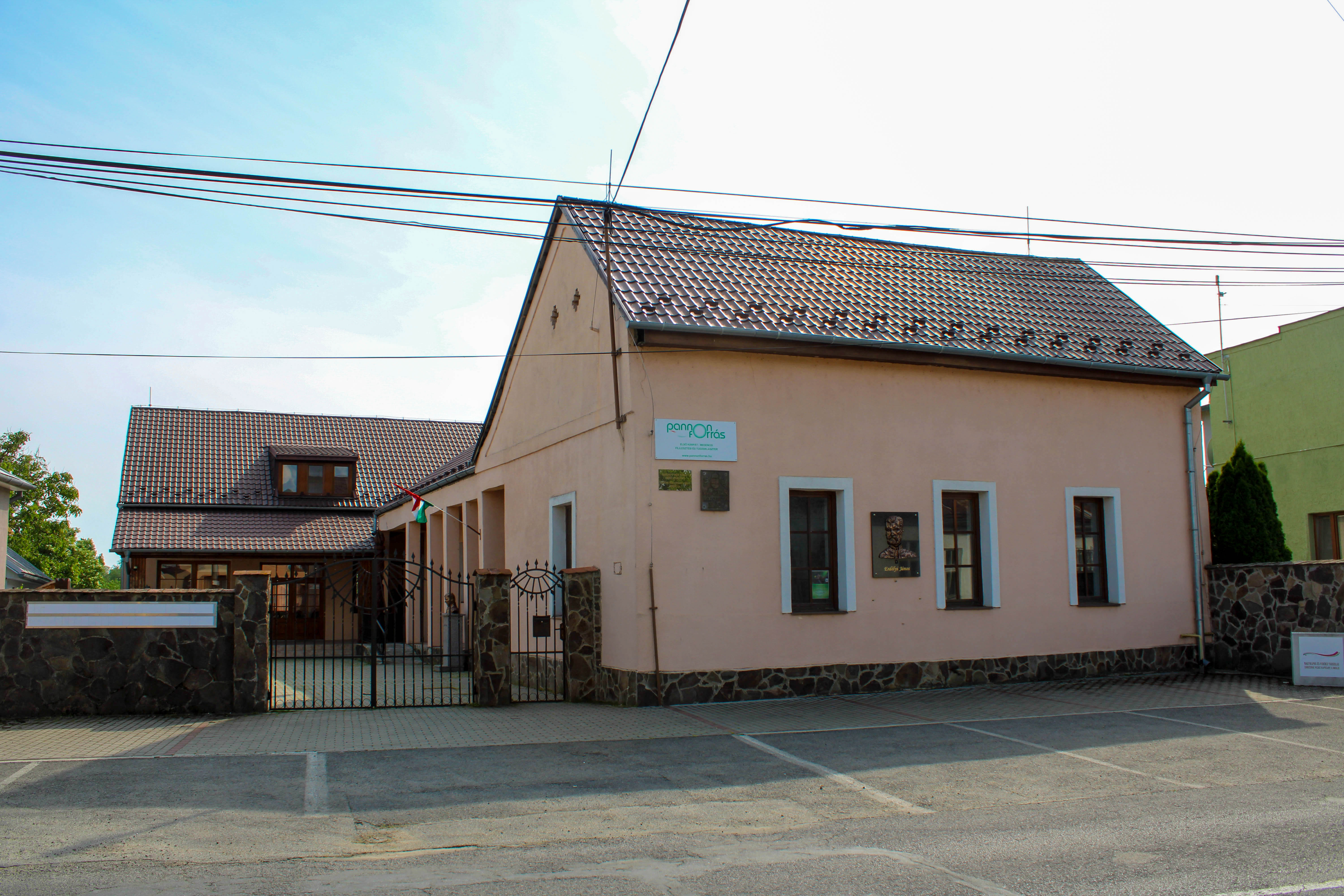
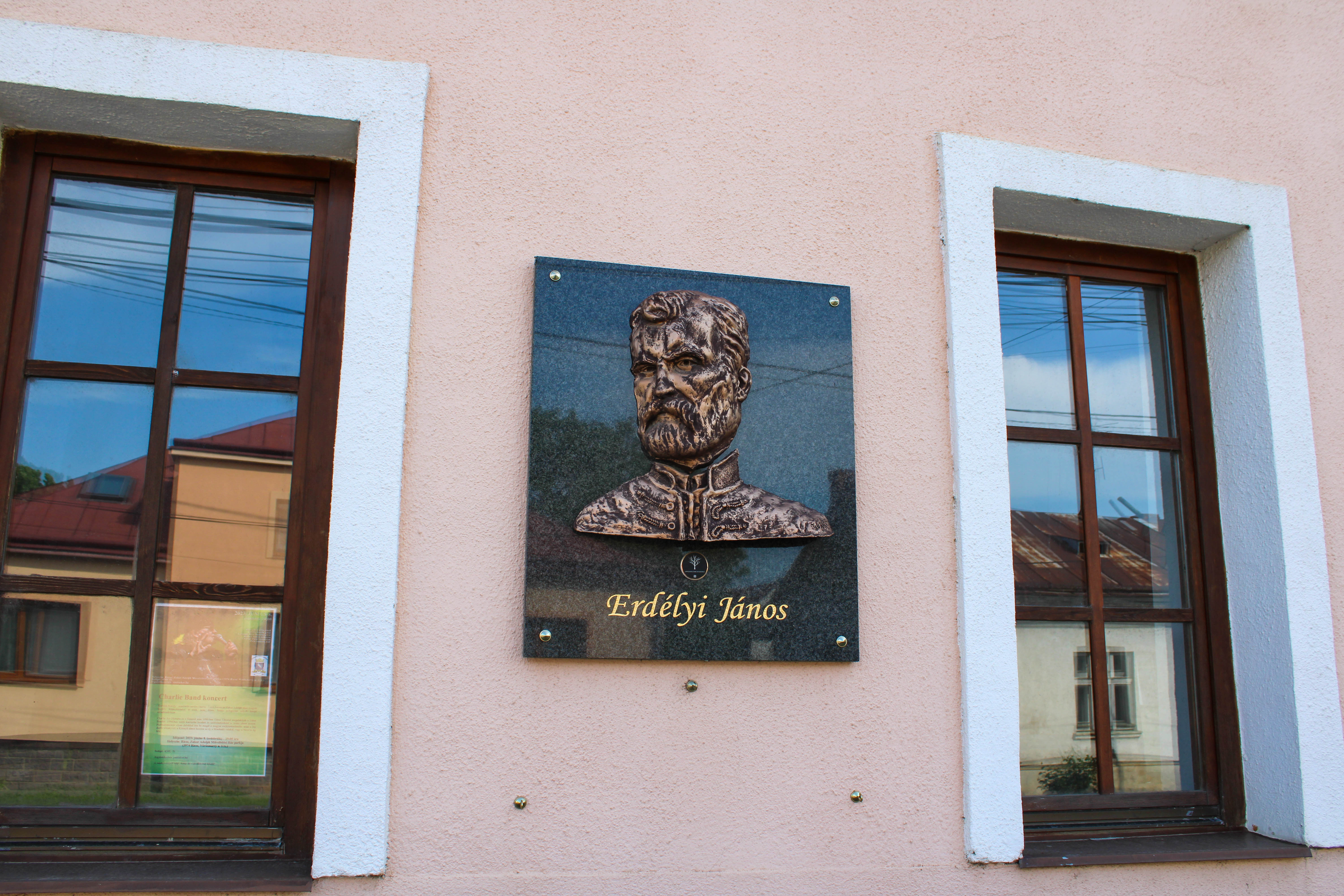

- Boldog Gojdics Pál-Péter fölszentelt vértanúról elnevezett görögkatolikus templom.

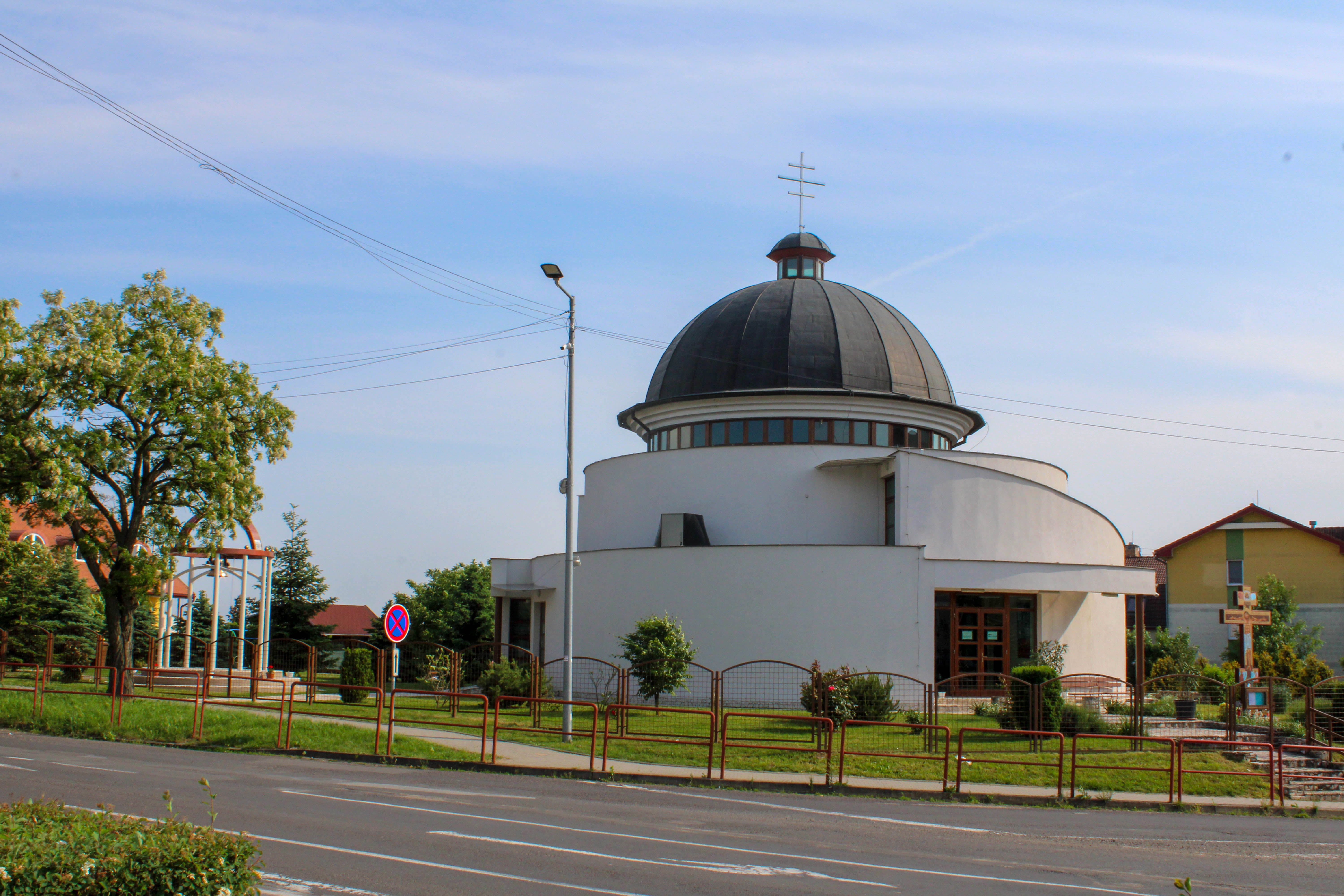
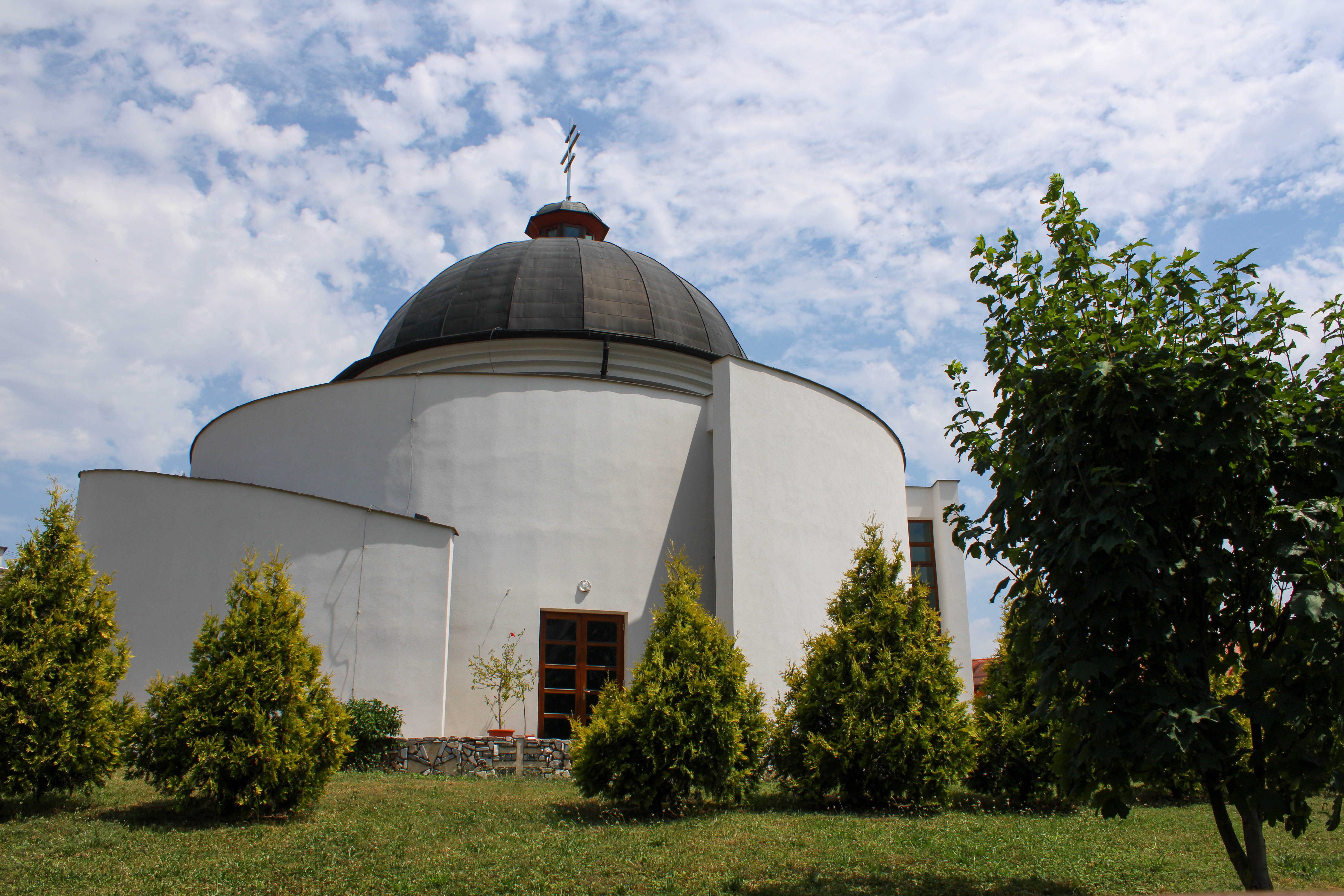
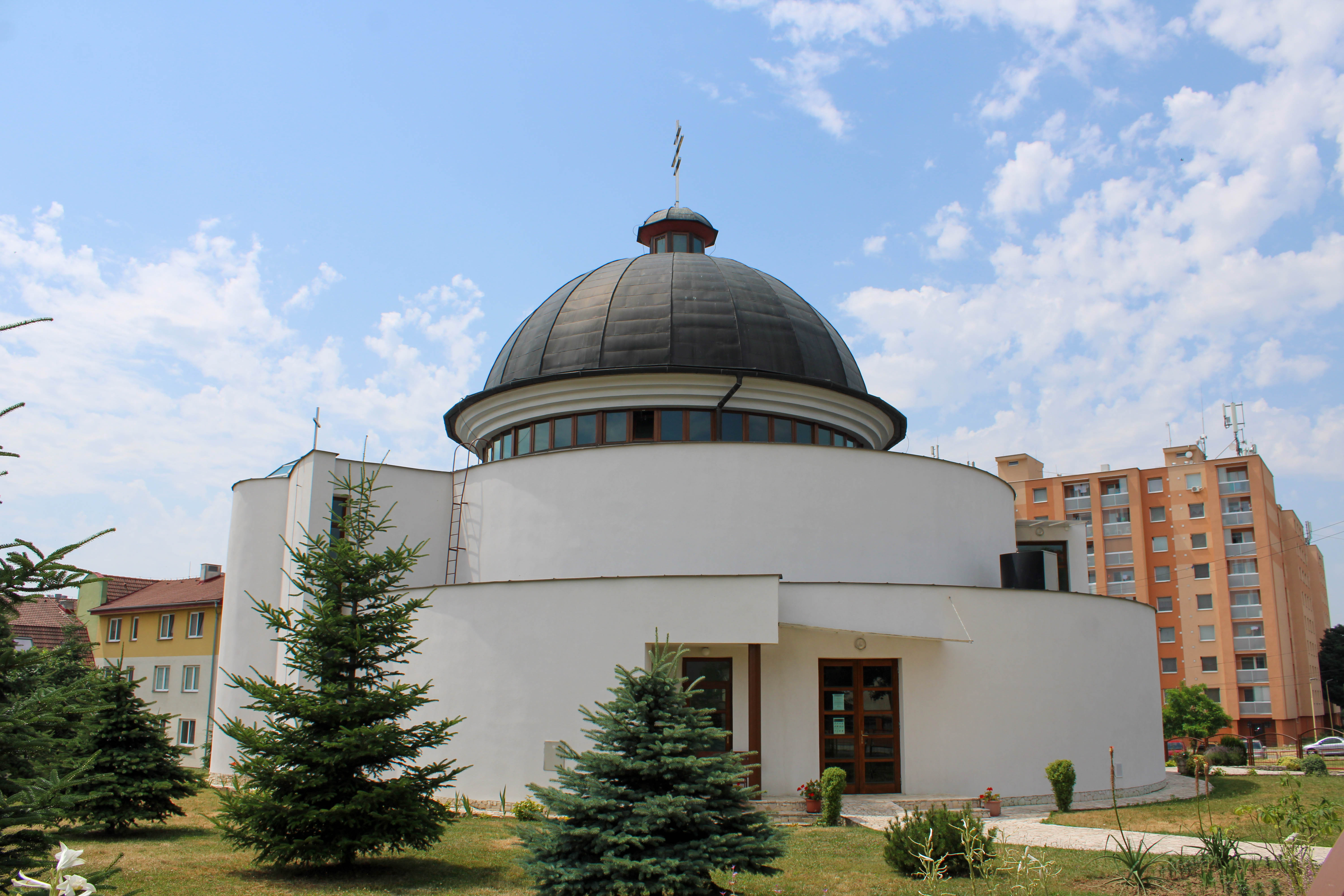

## Híres emberek
- Itt született 1814. április 1-jén Erdélyi János költő, polihisztor.
- Itt született (Ungcsepelyen) 1842. szeptember 22-én Fincicky Mihály ügyvéd, műfordító, magyar néprajzi és népköltészeti gyűjtő, Ungvár város polgármestere
- Itt született 1920. december 31-én Skultéty Csaba író, újságíró
- Itt született 1928. október 17-én Herczegh Géza jogtudós, egyetemi tanár, a hágai Nemzetközi Bíróság tagja
- Itt született 1943-ban Albert Sándor egyetemi tanár, politikus.
- Itt volt plébános 1920-1929 között Mécs László pap-költő

## Kultúra
- Erdélyi János Vegyeskar
- Cantabile Női Kamarakórus
- Őszirózsa énekkar
- Latoričan Vegyeskar
- Fabotó citerazenekar

## Iskolák
- Erdélyi János Magyar Tannyelvű Alapiskola
- Szlovák tannyelvű alapiskola (Základná škola P. O. Hviezdoslava)
- Alapfokú művészeti iskola
- Speciális Alapiskola
- Nagykaposi Gimnázium
- Műszaki és Szolgáltatóipari Szakközépiskola

## Testvérvárosok
- Elek, Magyarország
- Vásarosnamény, Magyarország
- Szolyva, Ukrajna
- Polyana, Ukrajna
- Borossebes, Románia
- Radymno, Lengyelország

## Képtár

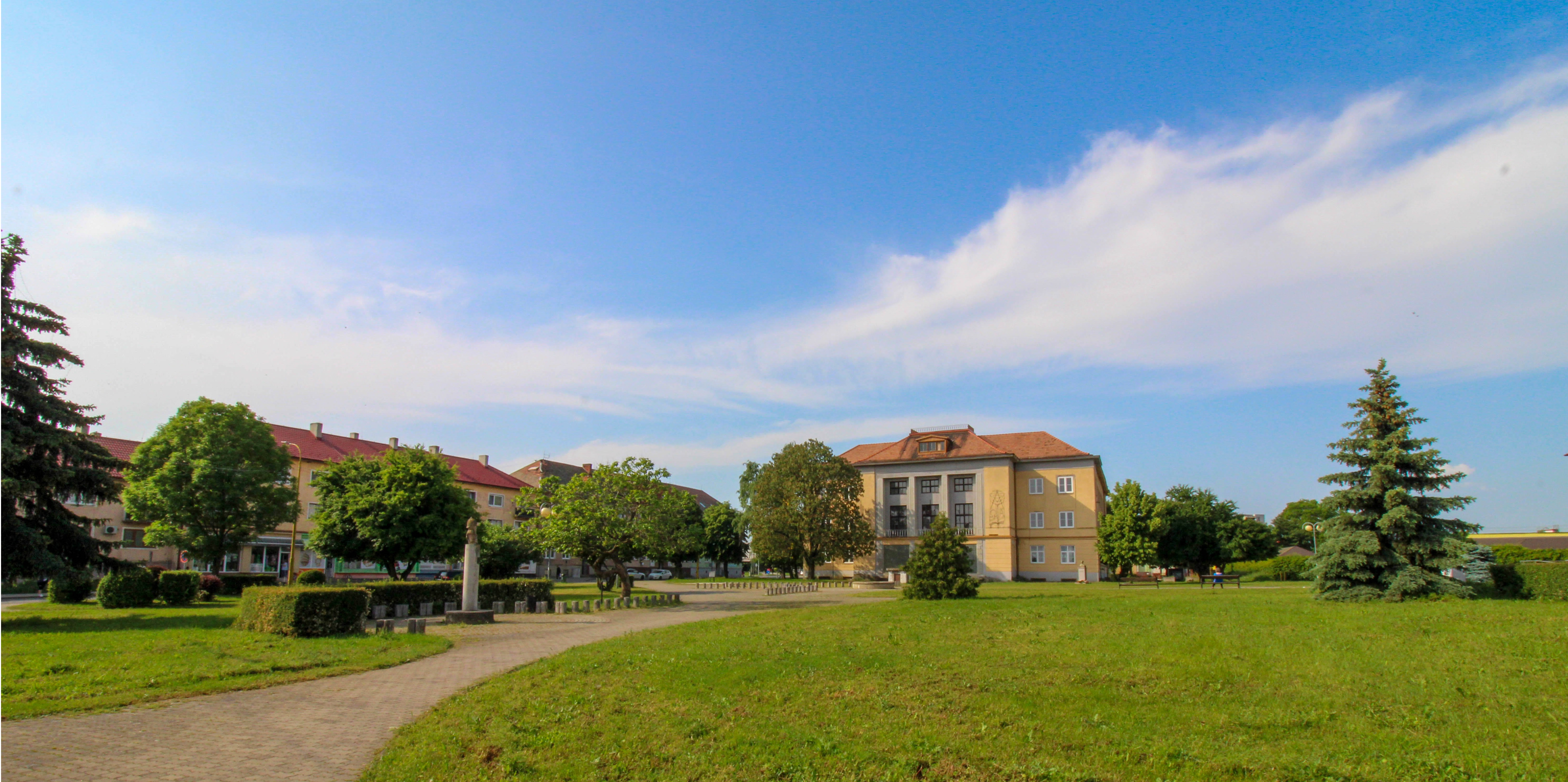
Dobó István tér
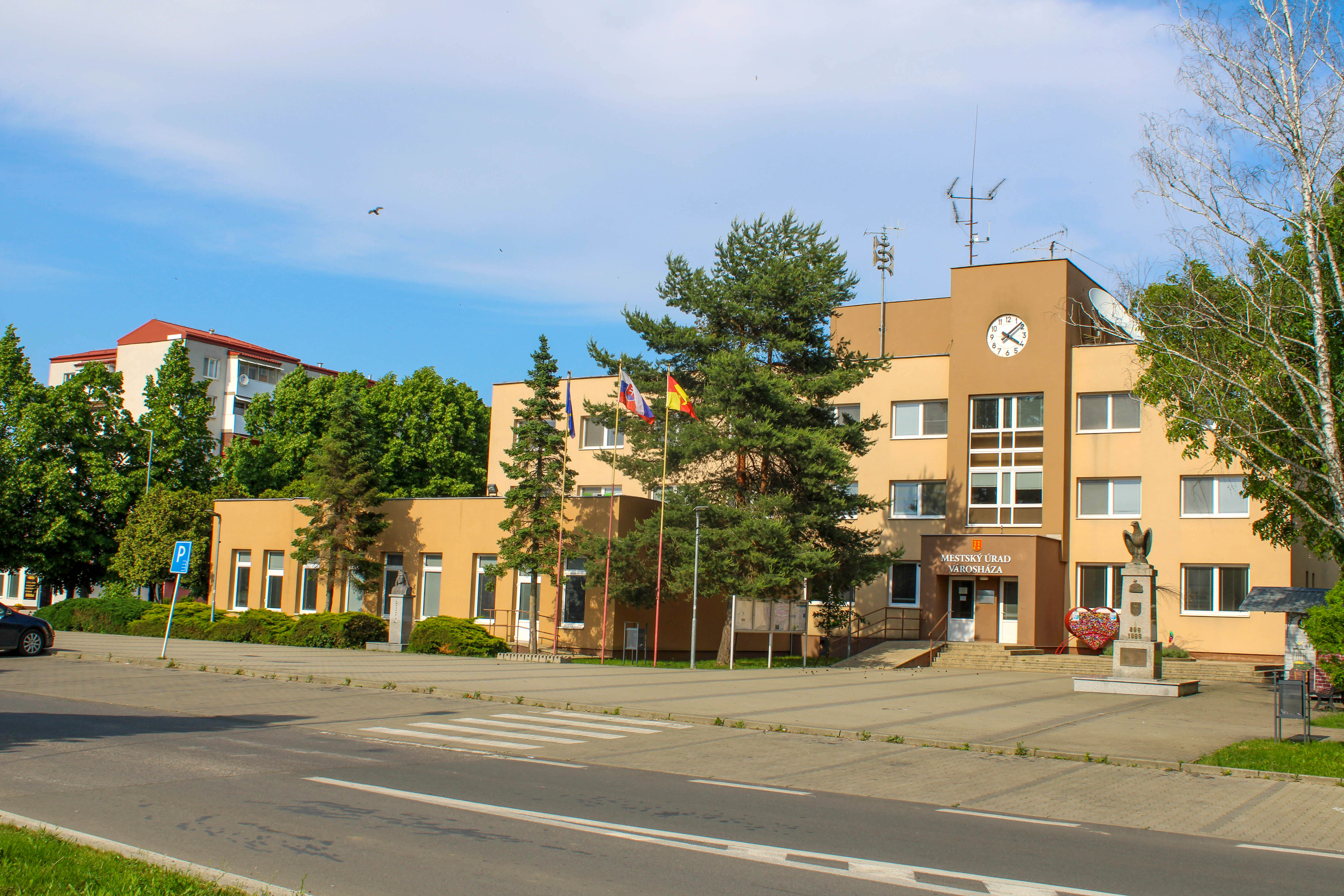
Városháza
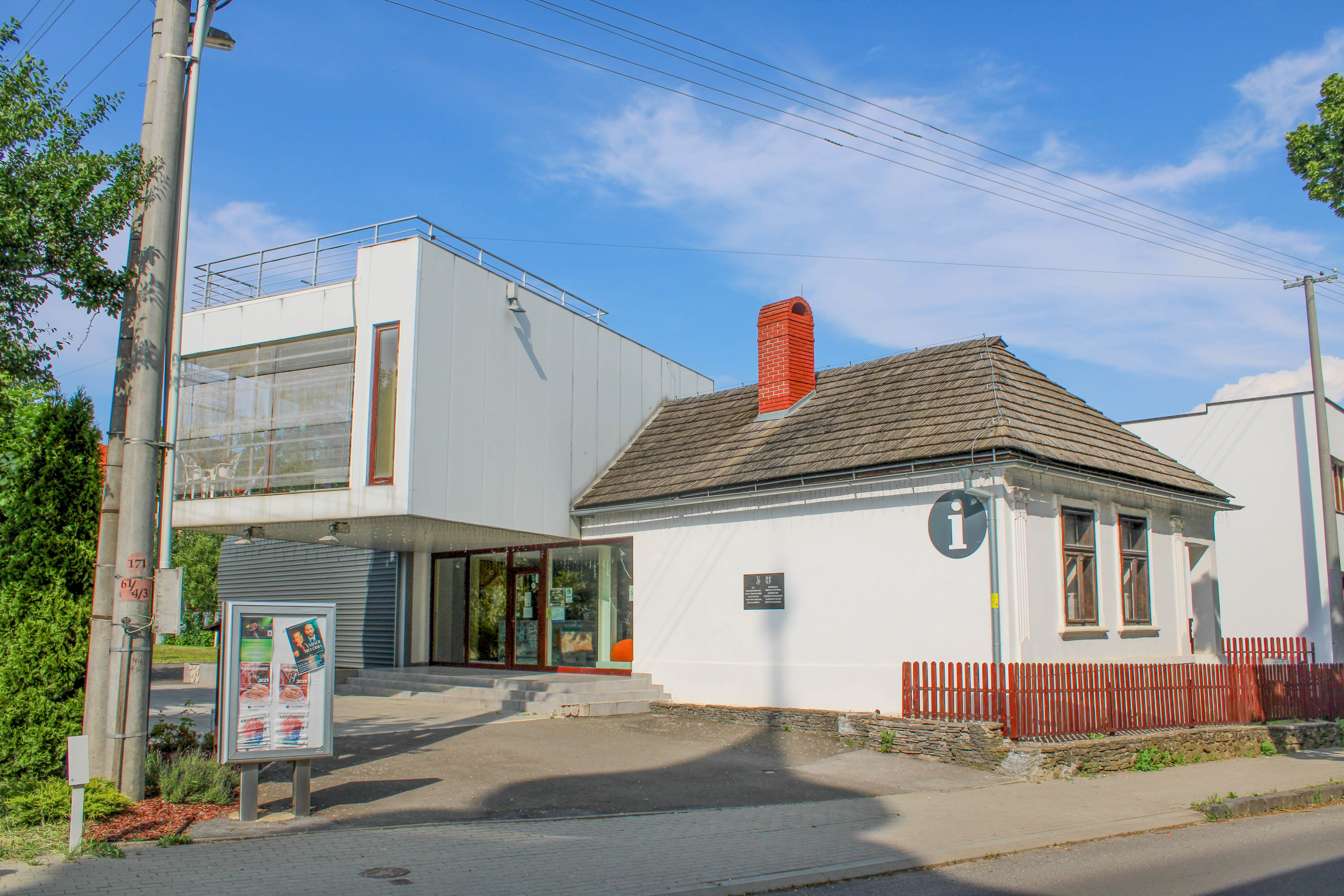
Turisztikai információs központ
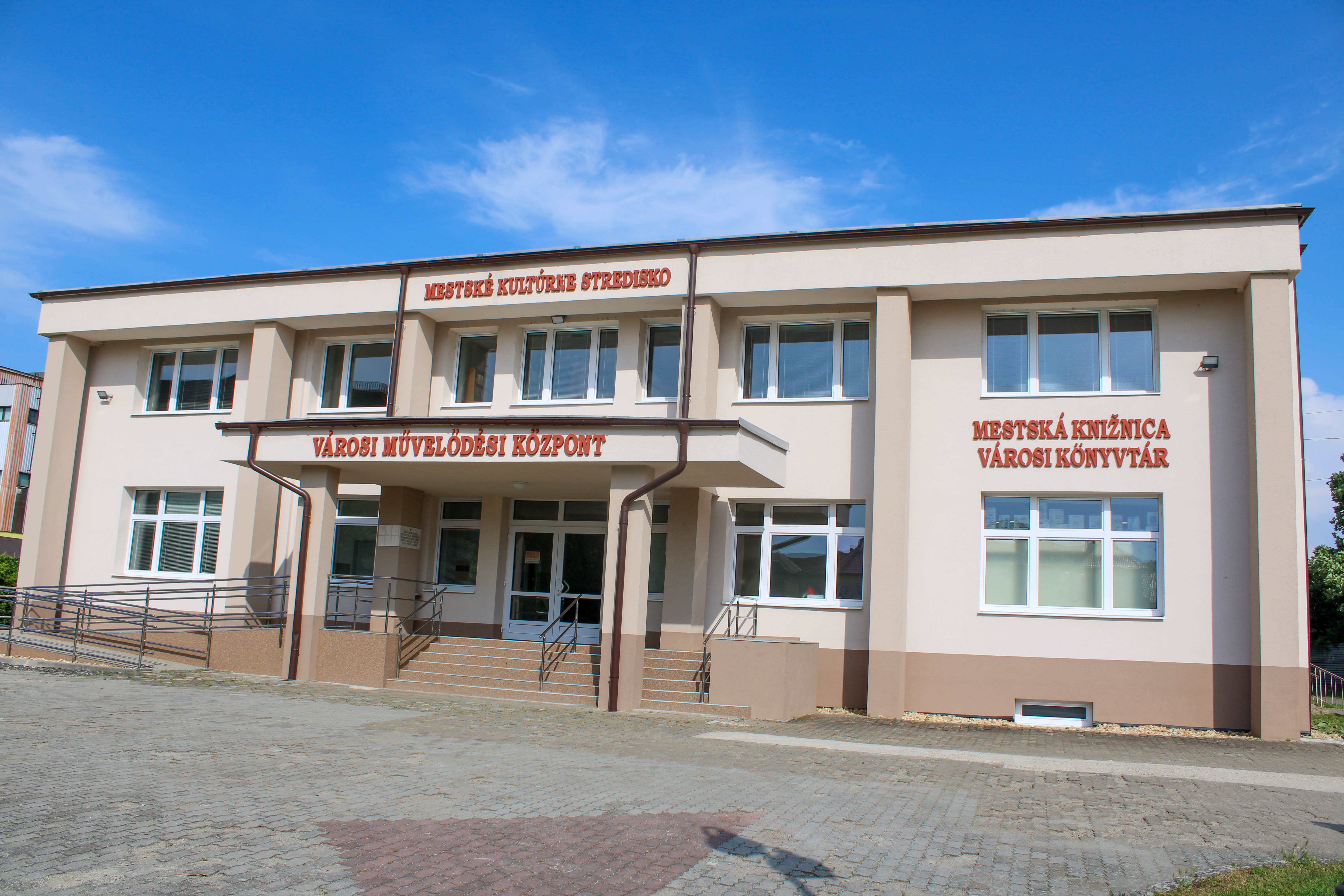
Városi Művelődési Központ
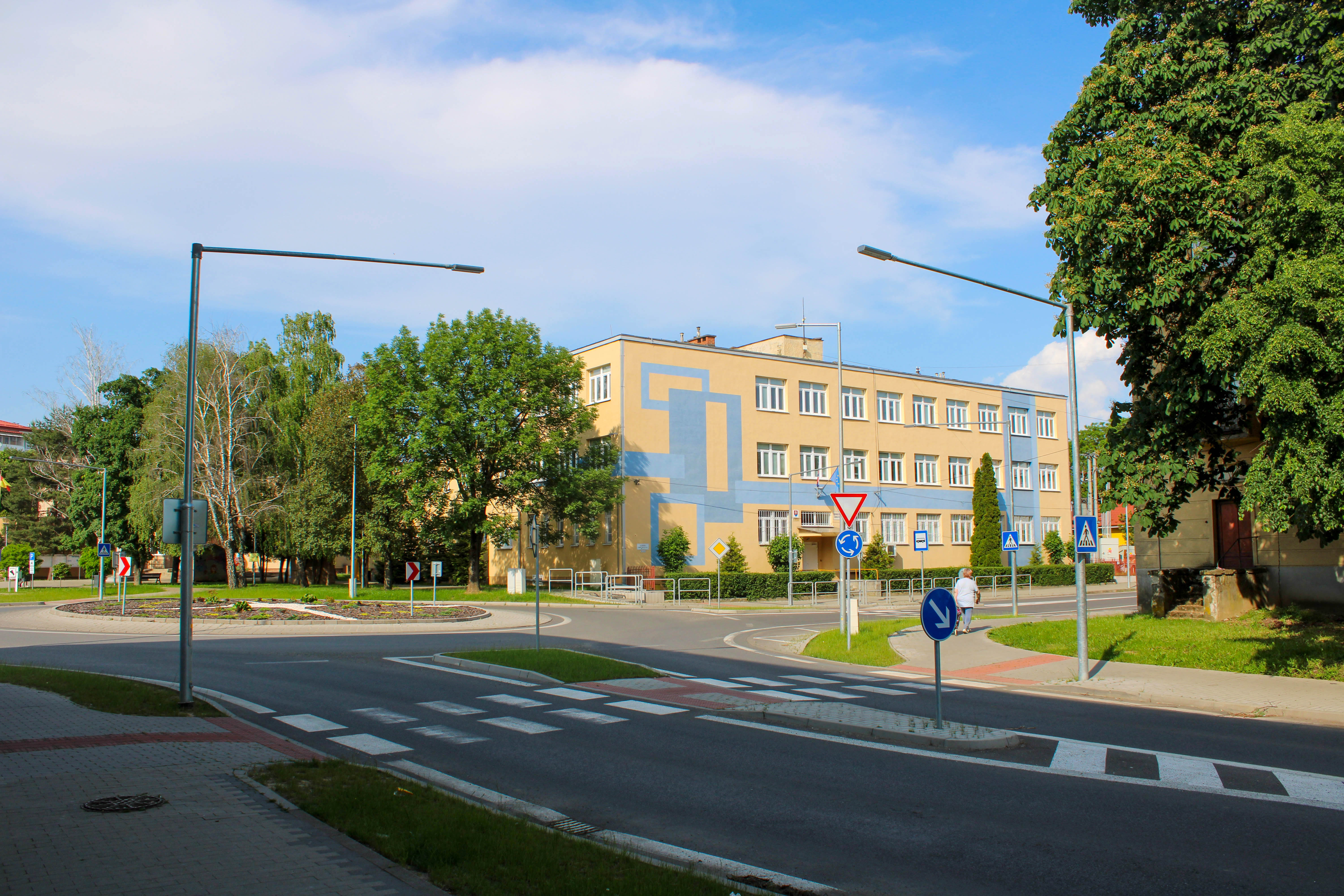
Nagykaposi Gimnázium
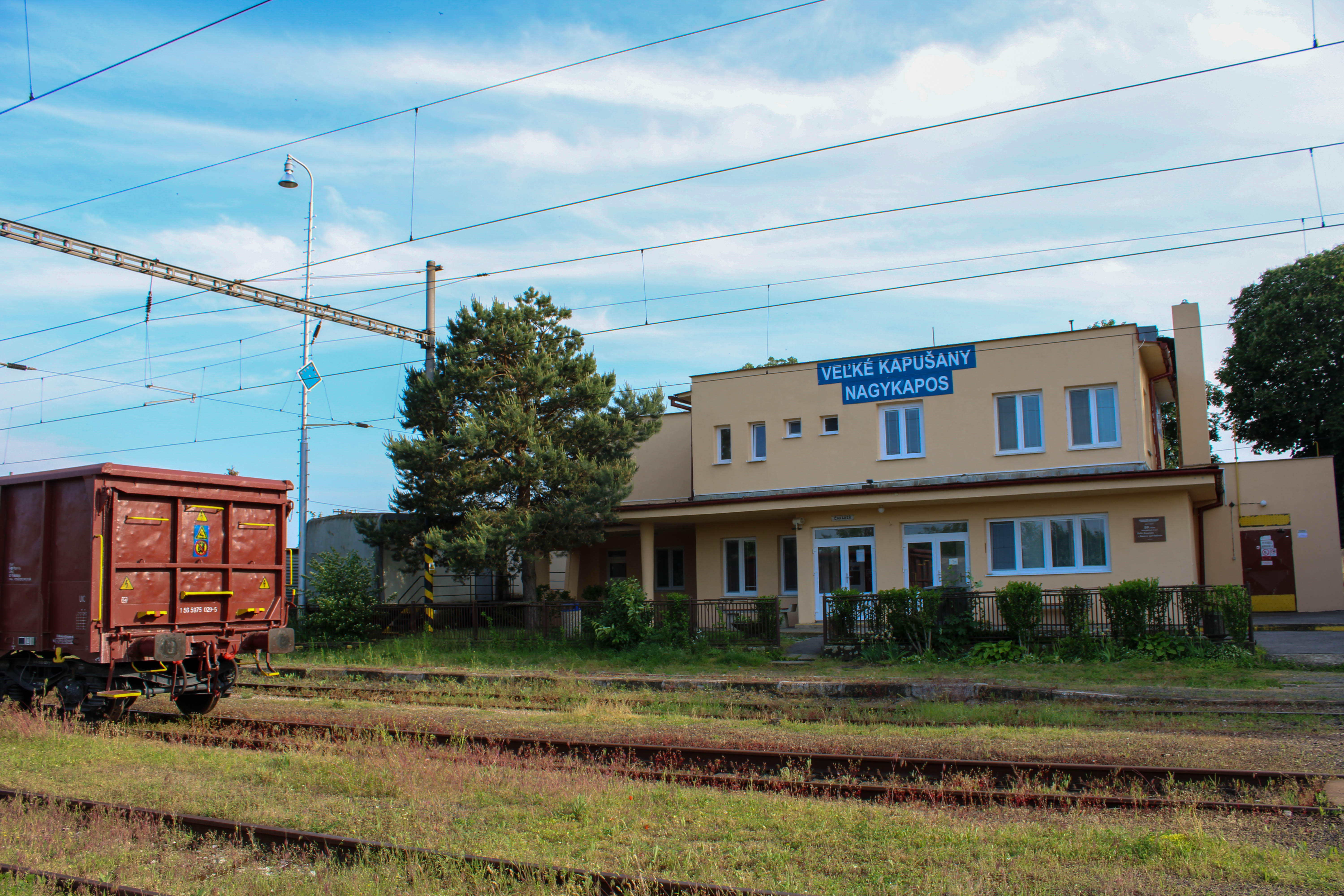
Vasútállomás
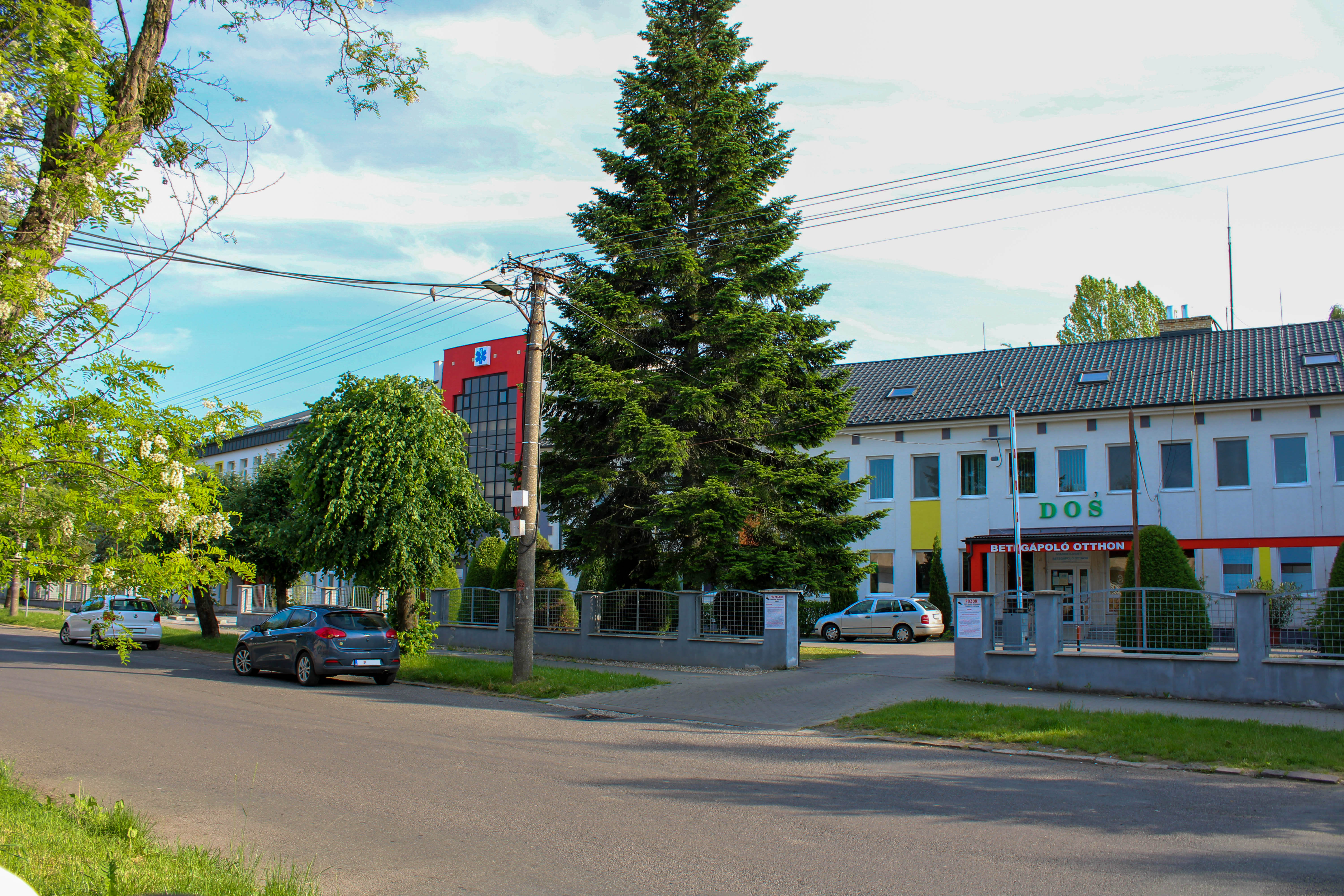
Nagykaposi rendelőintézet